# Libeň
Libeň (německy Lieben) es una zona urbana y un katastrální území, que constituye la parte sur de la parte municipal de Praga 8 y se extiende también a las partes municipales de Praga 7 y Praga 9. Limita con Karlín, Troja, Kobylisy, Střížkov, Prosek, Vysočany y Žižkov. La zona de Libeň está separada de Holešovice por el río Vltava. Forma la extensión norte y noreste del centro de la metrópolis de la ciudad principal de Praga, denominada centro ampliado.  
En el pasado, debido a su relieve variado, se consideraba uno de los suburbios más románticos de Praga. El barrio se encuentra entre las colinas praguenses de Labuťka, Hájek, Sluncová, Vítkov, Ládví, Okrouhlík y Zámecký vrch, una parte de Libeň se llamaba Podviní. A través de esta zona fluye el arroyo Rokytka, formando un valle, y en el lugar donde se expande hacia el Vltava crea una espaciosa llanura aluvial. La aldea de Libeň está documentada por escrito. En la segunda mitad del siglo XIX, se transformó en un centro industrial del noreste de Praga. Entre los años 1898 y 1901, Libeň fue ciudad, y en 1901 se anexó a Praga como su octavo barrio. Hasta la Segunda Guerra Mundial, aquí existía una extensa ciudad judía. Las construcciones judías aún se pueden encontrar principalmente en la Libeň Central y Baja.
En el territorio de Libeň se firmó la llamada paz de Libeň entre Rodolfo II  y su hermano Matías de Habsburgo en 1608. Aquí también se operó la primera línea de tranvía suburbano en Praga (1896), y se llevó a cabo el atentado contra el protector del Reich en funciones, Reinhard Heydrich (1942), quien murió aquí en el hospital Na Bulovce.
Nombres como el escritor Bohumil Hrabal, el artista Vladimír Boudník y el poeta Karel Hlaváček están asociados con Libeň. En HorníLibeň se encontraba el famoso restaurante Na Vlachovce, que se consideraba uno de los lugares tradicionales de encuentro para los aficionados a la música de viento en Praga. En febrero de 2021, comenzó la demolición planificada del edificio. En Libeň Central, es tristemente famoso el Discoland Sylvie y la mitad de Libeň Baja está compuesta por Palmovka y sus alrededores.

## Delimitación y geografía

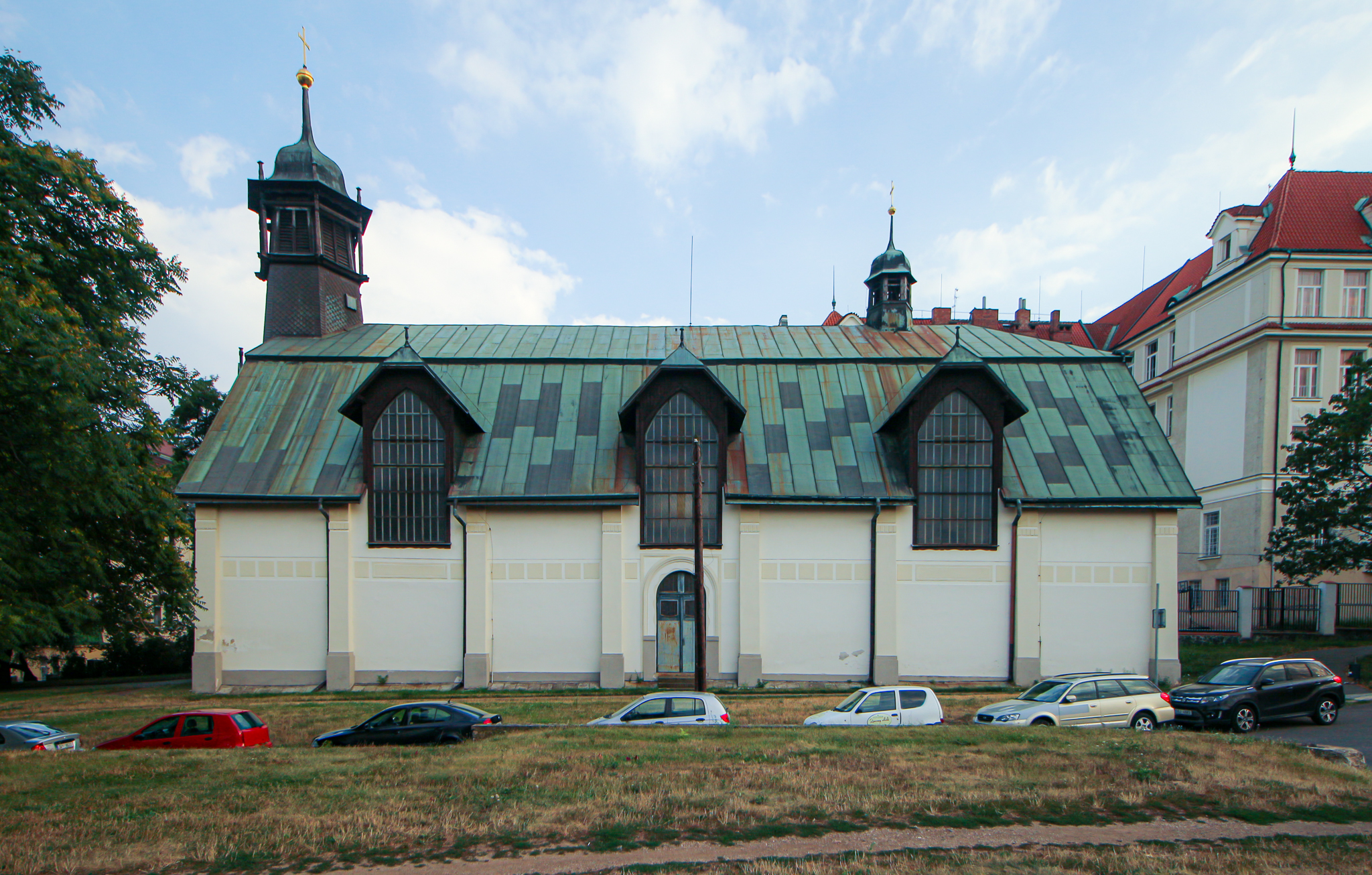
El Kostel svatého Vojtěcha v Libni, es un edificio histórico ubicado en el distrito de Libeň en Praga. Este templo está dedicado a San Vojtěch y es uno de los monumentos culturales destacados de la zona.

La mayor parte de Libeň se encuentra en Praha 8. Solo una pequeña franja de territorio al oeste del extremo norte del puente Barikádníků pertenece a Praha 7, y la zona al este de la intersección de Balabenka (la parte de carga de la estación de tren Praha-Libeň, O2 arena, estación de metro Českomoravská, Teatro Gong, Podvinný mlýn, parte de las calles Sokolovská y Ocelářská) y la zahrádkářská osada con el campo de deportes TJ Střížkov pertenecen a Praha 9.
El barrio se divide informalmente en la Libeň Vieja (también llamada Libeň Baja) y la Nueva (Libeň Alta). El arroyo Rokytka fluye a través de la Libeň Baja y desemboca en el Vltava en el parque Thomayerovy. A veces también se habla de Libeň Central (la unión de la vieja y nueva Libeň y el puerto de Libeň con la isla de Libeň).

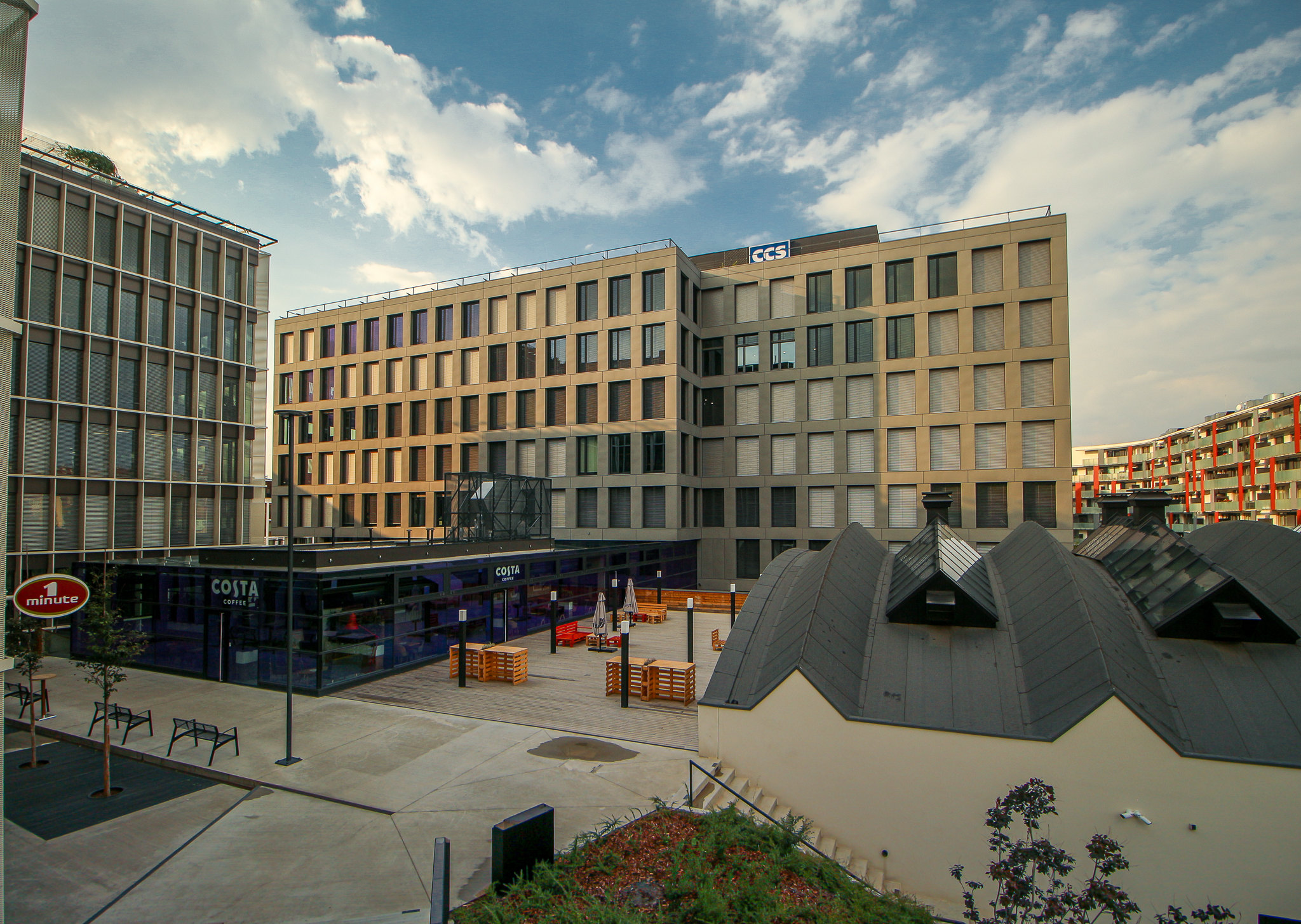
"Palmovka Open Park, un moderno centro de oficinas cerca de la estación de metro Palmovka, continúa la tradición industrial de Libeň."

## Origen del nombre
El nombre Libeň se interpreta como derivado del sufijo posesivo -jь del nombre personal Ľuben (que significa "amado"). Por lo tanto, significa "de Ľubn (propiedad, finca)".
El nombre derivado de Ljuben ya fue mencionado por August Sedláček. Sin embargo, una persona con ese nombre no está documentada en relación con Libeň, como indicó en 1896 Ladislav Hejtmánek. Hejtmánek consideró la explicación de Sedláček insostenible, al igual que la interpretación de Václav Hájek z Libočan sobre la fundación de Libeň por la princesa Libuše en el año 720.

## Historia de Libeň

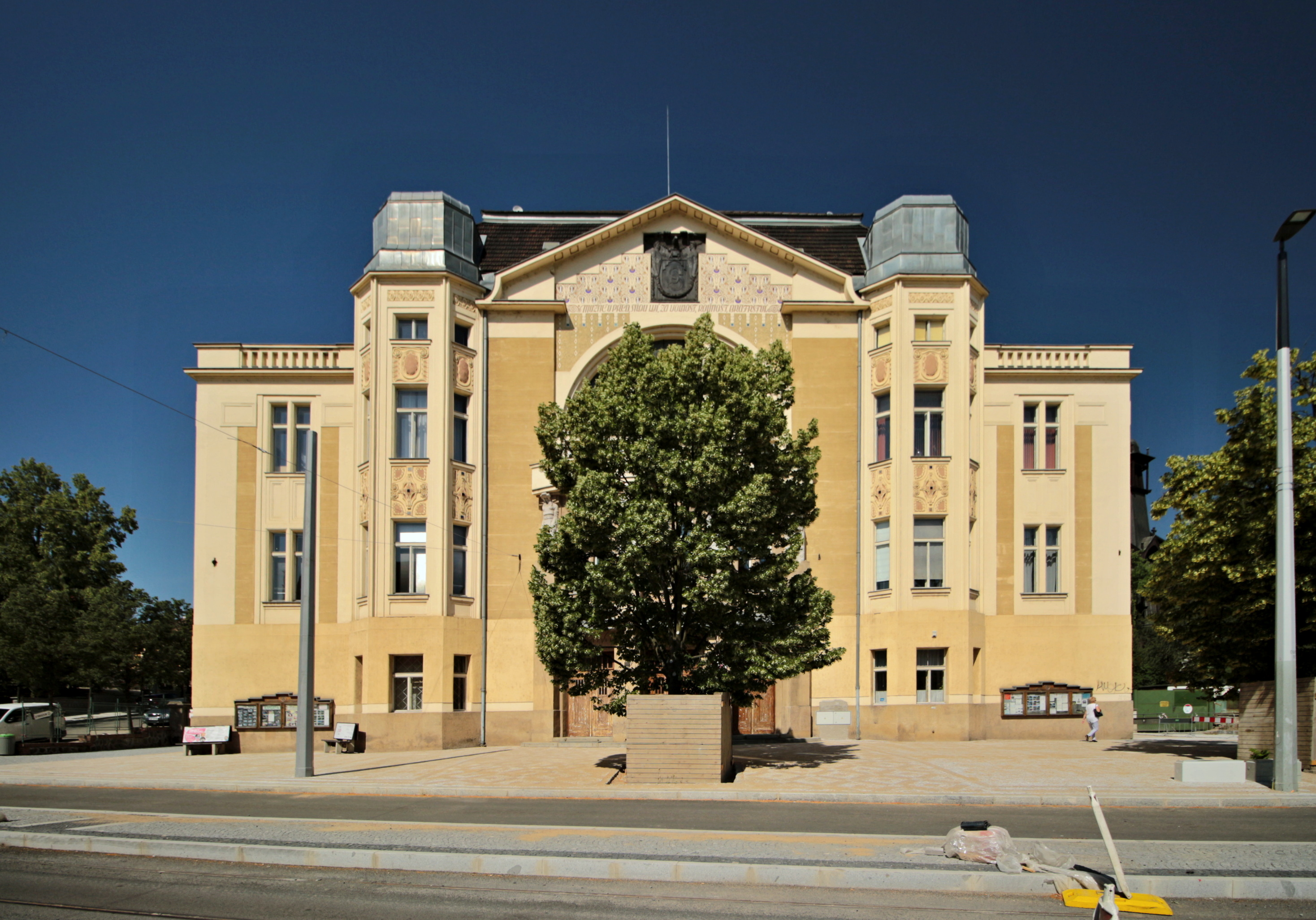
Libeňská sokolovna

### Historia más antigua de Libeň
Según los hallazgos arqueológicos, se supone que Libeň fue habitada ya en el Paleolítico. Se han encontrado aquí numerosos entierros tanto de inhumación como de incineración. Las culturas que dejaron huellas más significativas en esta área son la cultura de Únětice, la cultura de Knovíz, la cultura de Bylany y la época latena de los celtas.
No obstante, varias menciones en las crónicas checas más antiguas se refieren a este lugar de manera indirecta, hablando principalmente de eventos en el valle del río "Rokytnice", que es el actual Rokytka. La primera referencia escrita a Libeň data de 1363. La aldea de Libeň surgió a finales del siglo XIII y principios del siglo XIV, y constaba de dos fortalezas. Una se encontraba en el área de los actuales parques Thomayer, y la otra en los límites con Vysočany.

### SiglosXValXVIII
Los primeros propietarios documentados de Libeň fueron la familia Rotlev, quienes la poseyeron hasta el año 1438. Posteriormente, varios miembros de familias burguesas de Praga se sucedieron como propietarios, entre ellos los Bryknar de Brukštejn (1520-1595). Esta familia amplió su dominio incluyendo las aldeas de Kobylisy, Střížkov, Klecany y Brázdim. Eliška Hoffmannová de Donín, quien posteriormente se casó con Bedřich de Černhaus, fue propietaria de Libeň a partir de 1595. En el lugar de la antigua fortaleza, mandó construir un castillo renacentista que más tarde se convirtió en el Castillo de Libeň. Este edificio ya en 1608 hospedó al emperador romano Rudolf II. y a su hermano Matyáš Habsburský, quienes firmaron allí el Tratado de Libeň (también conocido como Libeňský mír). El tratado estipulaba que Rudolf cedería el gobierno de Moravia, Hungría y Austria a Matyáš, mientras que él conservaría solo Bohemia, Lusacia y Silesia. El tratado también aseguraba la sucesión de Matyáš al trono checo.
Después de la batalla de la Montaña Blanca, los Černhaus, como nobleza protestante, perdieron sus propiedades. Libeň fue otorgada a Albrecht de Valdštejn y a los Trautmannsdorf. En 1639, la propiedad fue devuelta a los Černhaus, quienes la vendieron en 1651 a los Nostic, y estos a su vez transfirieron la propiedad al casco antiguo de Praga en 1662. En ese tiempo, el dominio de Libeň incluía Kobylisy, Dolní Chabry, parte de Holešovice, Střížkov y Vysočany. Cerca del castillo había una granja señorial, una cervecería, una maltería y un molino, y en el isla de Libeň operaban un martillo de cobre, una fábrica de papel, una sierra y una polvorería. En esa época, el castillo se convirtió en la residencia de verano de los purkmistr del casco antiguo.
Libeň fue gravemente dañada durante la invasión prusiana a Bohemia en 1757. El entonces alcalde del casco antiguo, Václav Fridrich z Friedenbergu, aprovechó la necesidad de reparaciones para promover la expansión y la reconstrucción del castillo en estilo rokoko. Al no obtener los fondos necesarios del municipio, solicitó el apoyo de la emperatriz María Teresa a cambio de la promesa de que el renovado castillo serviría para alojar temporalmente a miembros de la familia imperial durante sus visitas a Praga. Gracias a esto, el castillo fue reconstruido entre 1769 y 1770 en su forma actual. María Teresa hizo uso de esta posibilidad poco después de la finalización de la reconstrucción en 1770. Otro evento significativo en el siglo XVIII fue el desfile de coronación de Leopold II., que partió del Castillo de Libeň el 31 de agosto de 1791.

### SigloXIX

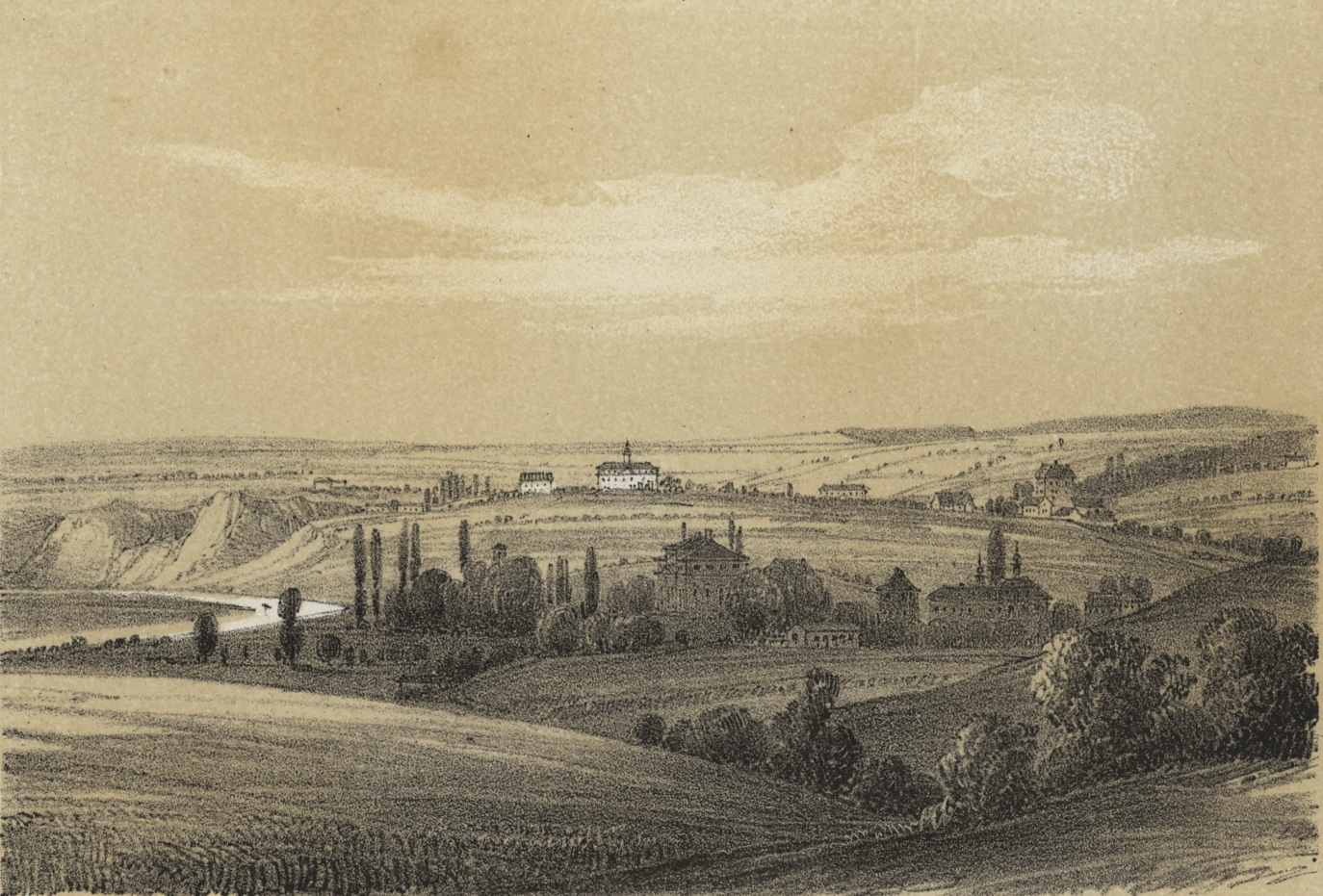
"Vista de Libeň en el año 1845 desde la línea ferroviaria Olomouc-Praha."

A finales de 1803 y principios de 1804, el emperador Francisco I residió aquí durante las maniobras imperiales. En 1813, el mariscal Carlos Felipe de Schwarzenberg y en 1830, tras su derrocamiento, Carlos X de Francia también se alojaron en Libeň.
Los primeros indicios de la transformación de Libeň de un paisaje rural romántico a un suburbio industrial de Praga se pueden observar ya en la primera mitad del siglo XIX. En los años 20, se estableció aquí la fábrica de estampados de Antonín Gottlas (posteriormente de Kubeš) y en 1832 la primera planta de maquinaria por acciones – Rustonka (en la primera mitad del siglo , esta fue reasignada a Karlín debido a cambios en las fronteras catastrales). La construcción de la línea de ferrocarril Praga-Vídeň, que pasa por el límite sur del katastro de Libeň, fue fundamental para el desarrollo de la zona.
En la segunda mitad del siglo XIX, se fundó la Primera Fábrica Checomorava de Máquinas (fabricación de calderas de vapor, estructuras de puentes ferroviarios, equipos para fábricas de azúcar, minas, fundiciones y plantas de agua), así como las Fundiciones y Maquinarias de los hermanos Prášil, de Bohumil Voleský y de la empresa John Fewler. También se desarrolló la industria textil – se establecieron una tejeduría y una hilandería de los hermanos Perutz, la fábrica de lienzos encerados de Grabe y en 1892 se fundó la fábrica de sombreros de Weider. A lo largo del Vltava, surgieron varias empresas de curtido, incluyendo la tenería de Ludvík Jellinek. La antigua cervecería del castillo fue desafiada por la cervecería a vapor de la firma inglesa The Bohemian Breweries, Limited y cerca de Balabenka, Franz Xaver Brosche construyó una enorme destilería. En Švábky, se inauguró una planta de gas en 1881. El lugar más romántico de Libeň en el pasado – la finca vinícola Kolčavka – se transformó en una fábrica de tubos de cemento en los años 80 del siglo XIX. En los años 90, se construyó un muelle con un terminal de carga cerca del castillo de Libeň.
El desarrollo adicional del barrio fue impulsado por la construcción de una segunda línea de ferrocarril, que desde los años 70 del siglo XIX atravesaba la parte más industrial de Libeň. Se trataba de la línea Praga-Těšnov – Praga-Vysočany y continuaba hacia Všetaty o Lysá nad Labem. Desde ambas líneas partían ramales hacia las fábricas, y desde 1877 había dos estaciones de tren: Horní nádraží en la intersección de Harfa y Dolní nádraží en Palmovka.
En 1885, se introdujo en Libeň la iluminación pública con queroseno, y diez años después la iluminación a gas. Desde 1896, una línea de tranvía, financiada por František Křižík, conectó Palmovka con Karlín, y al año siguiente se extendió hasta Nová Libeň en la intersección U Kříže.
Libeň experimentó un rápido crecimiento de su población. En 1869, tenía 5,845 habitantes, y 25 años después ya contaba con 17,240. En 1898, la localidad de Libeň fue declarada ciudad.

### SiglosXX

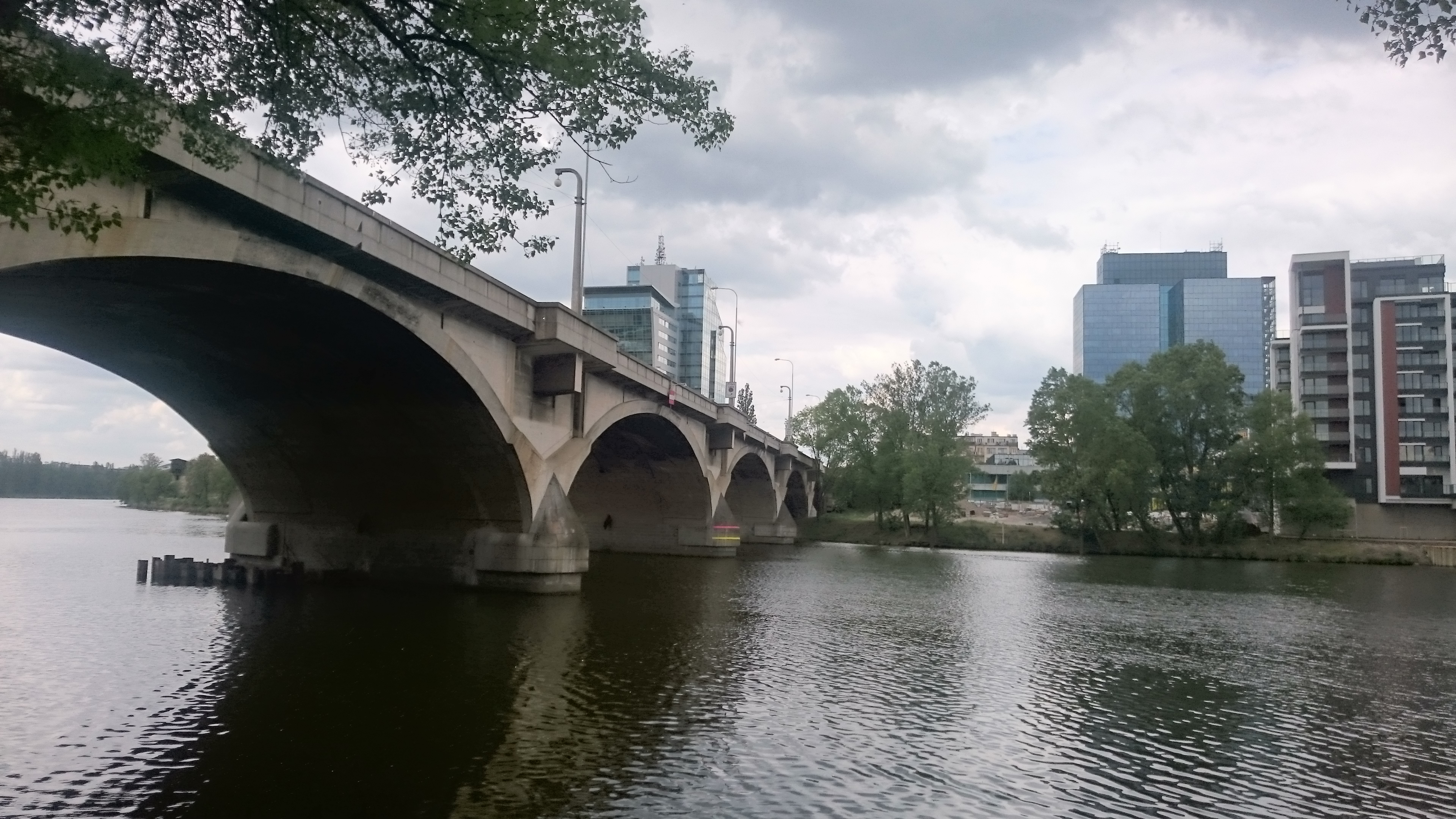
El puente de Libeň conecta Libeň con Holešovice

El 12 de septiembre de 1901, en base a una ley provincial, Libeň fue anexada a Praga como su octavo distrito.

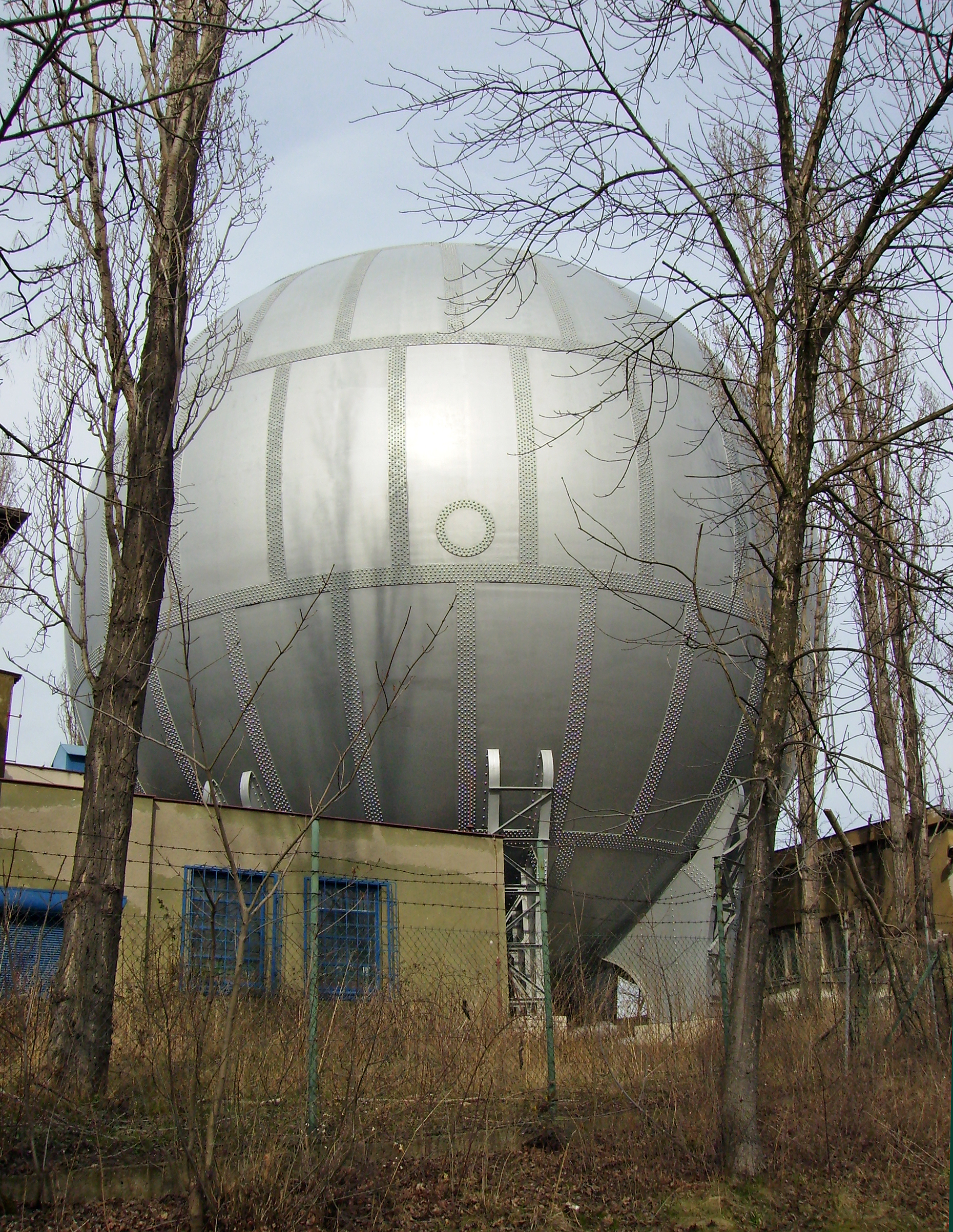
Gasómetro de Libeň

El vecino y significativamente más cercano a Praga, Karlín – desde 1903 una ciudad – se unió a Praga en 1922. Hasta la unión de Karlín con Praga, era necesario viajar "de Praga a Praga", es decir, desde la Praga original hasta Libeň, pasando por el territorio de otra localidad o cruzando el Vltava desde Holešovice. Por lo tanto, en 1903 se inauguró un puente de madera provisional que conectaba el distrito praguense de Holešovice con la vecina Libeň. Para su construcción, se utilizó el material del puente provisional sobre el Vltava cerca del Teatro Nacional . El actual Libeňský most fue construido en 1928.

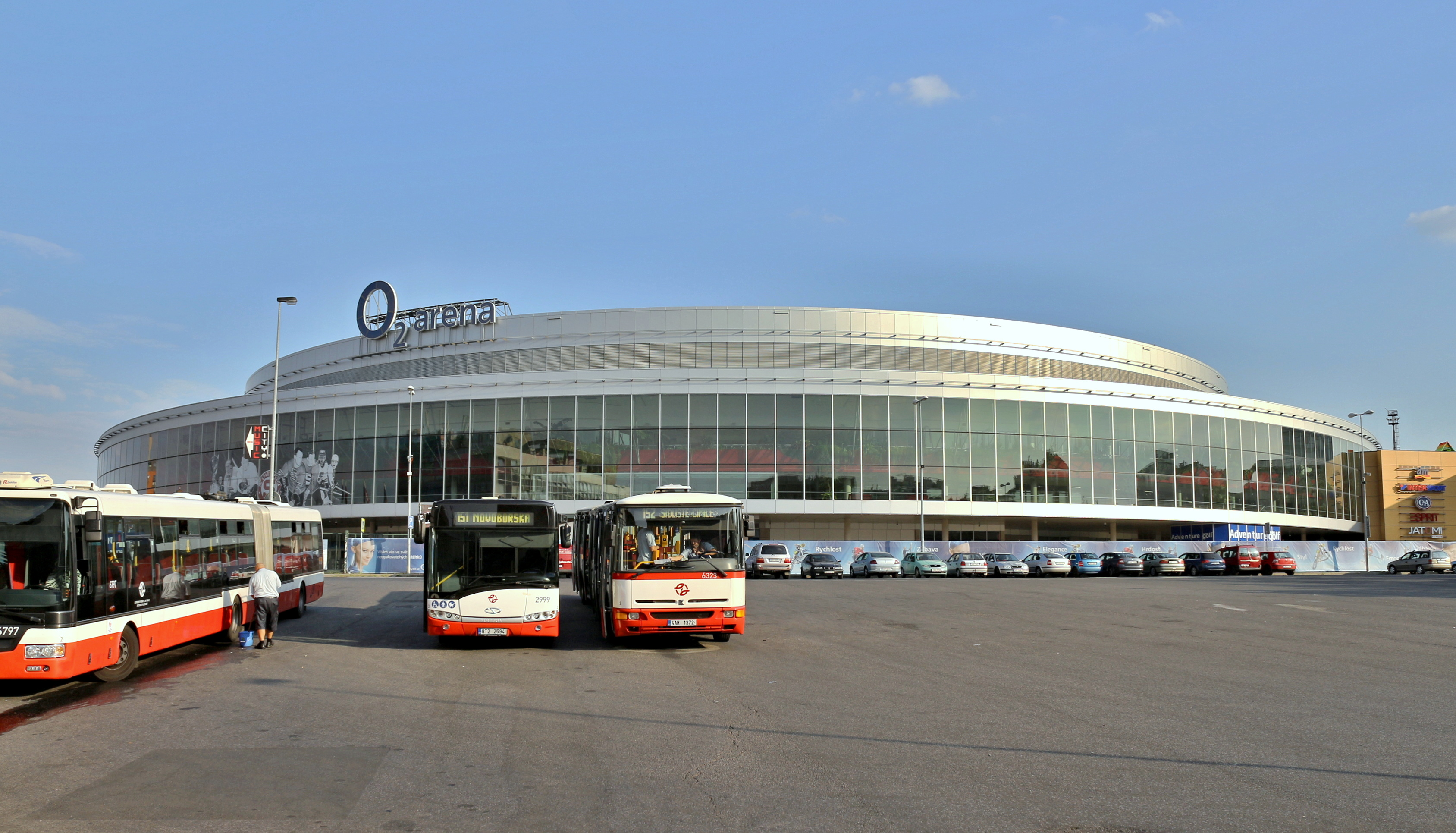
O2 Arena (Praga)

Hasta la Primera Guerra Mundial, Libeň continuó desarrollándose. Alrededor de las fábricas existentes, surgieron bloques de edificios de apartamentos y el barrio siguió expandiéndose hacia el norte y el este. En 1903, se estableció una conexión provisional entre Libeň y Holešovice mediante un puente de madera, en Dolní Libeň se construyeron el gimnasio Sokol, la iglesia de madera de San Vojtěch y el gimnasio de Libeň, en Bulovka se inauguró entre 1913 y 1915 un pabellón de enfermedades infecciosas que se convirtió en la base del futuro hospital Na Bulovce.
Durante la Primera República, se anexaron al octavo distrito de la ciudad Kobylisy, Střížkov, Troja y Bohnice. Continuó el auge de la construcción en la zona de la actual náměstí Dr. Václava Holého y bajo Bulovka. Además de los edificios de apartamentos, empezaron a surgir barrios de villas y jardines en Holešovičkách (Rokoska), na Slovance, Kundratce, Na Stráži y más tarde en Střížkov. En la parte central de Libeň se construyó el Palác Svět, la tienda por departamentos Te-Ta (Teweles-Taussig) y en la colina de Palmovka se erigió en 1931 uno de los hitos importantes – el Libeňský plynojem. En la segunda mitad de los años 20 del siglo XX  se construyó el Libeňský most (entonces el Puente Masaryk, inaugurado el 29 de octubre de 1928) – hasta hoy el puente de hormigón más largo sobre el Vltava. En el decadente puerto de Libeň, cuyo papel tras la regulación del Vltava fue asumido por el puerto en Holešovice, el ingeniero Platovský construyó en 1924 un astillero y un muelle de reparación de barcos.
En los años 30 se construyó en la cima de la colina de Bulovka el Hospital Bulovka, cuya construcción estaba planificada desde la Primera Guerra Mundial.
Durante la Segunda Guerra Mundial, Libeň industrial fue afectada de manera similar a otros centros importantes en el Protectorado de Bohemia y Moravia. La producción se reorientó de civil a militar, y el Castillo de Libeň albergó la sede del II. sector de defensa aérea del estado, mientras que la Villa Grabova fue ocupada por las Juventudes Hitlerianas.
El 27 de mayo de 1942, en el área de Libeň bajo la colina de Bulovka, tuvo lugar el atentado contra Reinhard Heydrich, conocido como la Operación Anthropoid. Los paracaidistas Jozef Gabčík y Jan Kubiš atacaron al protector del Reich en la curva de Kobyliská en la intersección de las calles V Holešovičkách y Zenklova (entonces conocida como Kirchmayerova třída). Heydrich fue hospitalizado en el cercano Hospital Bulovka, donde falleció el 4 de junio de 1942. Los habitantes locales, miembros de la organización clandestina Sokol llamada Jindra, la familia del carpintero Václav Novák (su hija Jindřiška ayudó a ocultar importantes pistas al retirar la bicicleta de Kubiš después del atentado), y Bohumil Vosmík brindaron ayuda a los perpetradores. Durante la heydrichiada, muchos habitantes de Libeň fueron deportados a campos de concentración o ejecutados en la cercana Campo de Ejecución de Kobyliská. Desde 2009, el Monumento a la Operación Anthropoid recuerda el atentado y sus víctimas en el lugar de los hechos, en V Holešovičkách cerca de una parada de autobús.
A finales de la Segunda Guerra Mundial, el 25 de marzo de 1945, la parte este de Libeň fue dañada por los bombardeos aliados. Entre Balabenka y Harfa, la mayoría de los edificios fueron arrasados y también se dañó la conexión ferroviaria en la línea de Praga a Český Brod; la estación superior quedó reducida a un mero vestíbulo después de las reparaciones. Durante la Revuelta de mayo de 1945, se erigieron barricadas en varios lugares (cerca del Puente de los Defensores, en Košinka, cerca de Balabenka y bajo Bulovka). Entre el 7 y el 8 de mayo, Libeň fue temporalmente ocupada por unidades de la Wehrmacht, y el 9 de mayo ingresó en Praga una unidad de tanques del Ejército Rojo. En la calle V Holešovičkách, el general de división Pavel Semionovich Rybalko se reunió con los representantes oficiales de Praga.
Tras la liberación, Libeň, tradicionalmente un distrito obrero, adoptó la idea de construir una nueva república bajo el liderazgo del Partido Comunista de Checoslovaquia. En las elecciones de 1946, los comunistas obtuvieron casi el 50% de los votos emitidos en Libeň. Antes del golpe de febrero de 1948, toda la industria en el distrito industrial fue nacionalizada, y después del golpe comunista, la mayoría de los establecimientos artesanales fueron eliminados.
En relación con la nueva división administrativa de Praga en 1949, una parte de Libeň entre Balabenka y Harfa fue separada de Praga 8 y se unió a Praga 9. En 1960, Praga 8 adquirió Karlín.
Los proyectos de construcción de los años 60 a 80 del siglo XX trajeron cambios significativos a Libeň. Las primeras demoliciones importantes se realizaron junto con la construcción del desvío ferroviario de Holešovice, que implicó la demolición de numerosas casas en el área de Horovo náměstí. La calle V Holešovičkách pasó de ser una tranquila calle urbana a un viaducto en la década de 1970. El centro de la Antigua Libeň fue demolido durante la construcción de la estación de metro Palmovka a fines de la década de 1980. La línea ferroviaria desde Těšnov fue cerrada y la estación inferior de Dolní nádraží fue demolida.
Después de la Revolución de Terciopelo en noviembre de 1989, la mayoría de las fábricas locales desaparecieron y fueron reemplazadas por edificios residenciales y de oficinas.

### SigloXXI

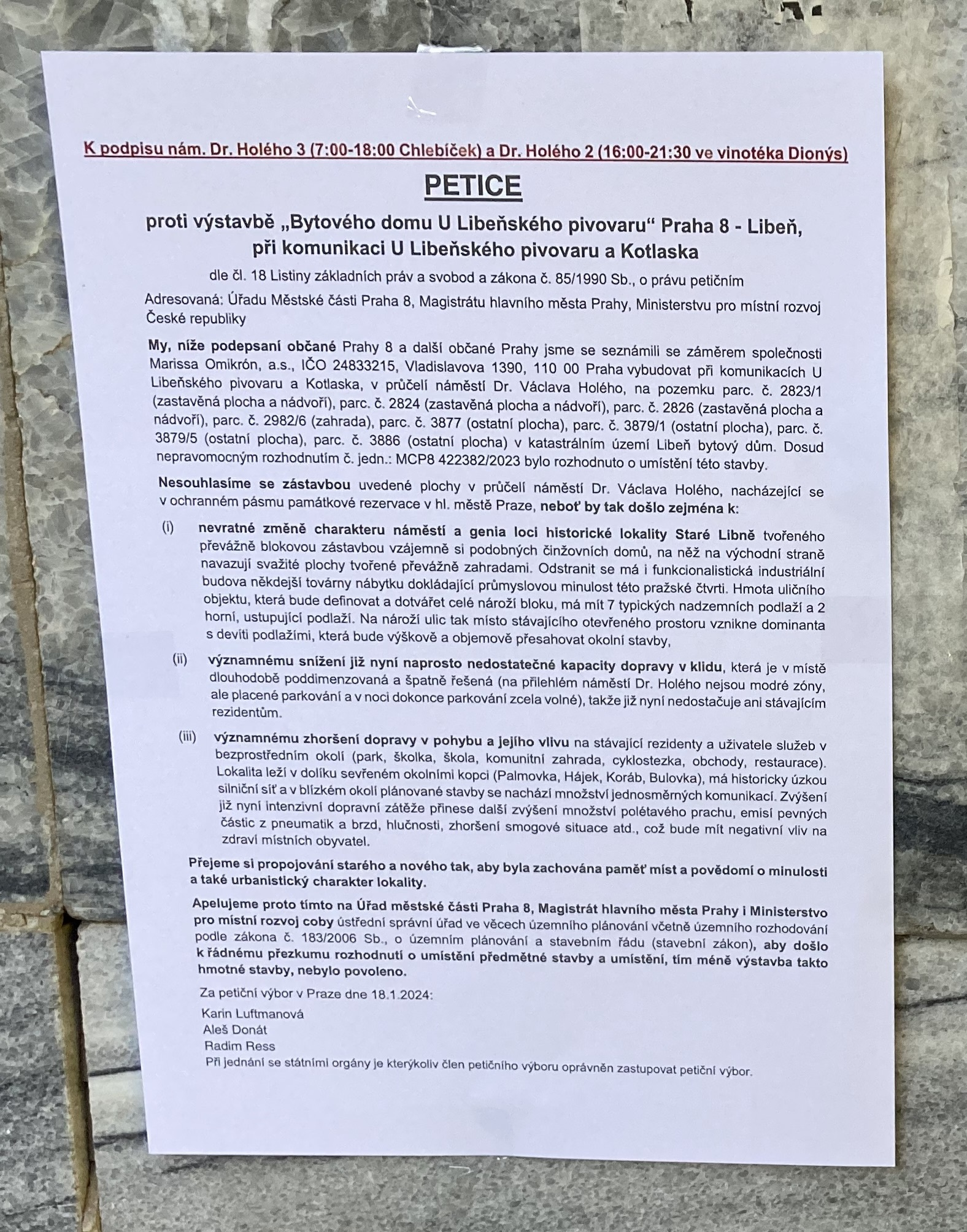
Petición contra la construcción de un edificio residencial en Libeň en Praga.

Comenzó una nueva y extensa construcción en áreas como Palmovka, la isla de Rohanský, la isla de Libeňský y se está preparando la urbanización de la plaza Bohumila Hrabala. En 2010 comenzó la construcción del nuevo ayuntamiento del distrito municipal de Praga 8; lamentablemente, para 2021 el edificio de la Nueva Palmovka aún no había sido terminado, y en Palmovka todavía se encuentra el esqueleto de la edificación (estado en 2022).
En la fase de proyecto se encuentran obras de infraestructura planeadas, particularmente la parte noreste del Circuito vial municipal, que irá desde el Puente de los Defensores pasando por los Jardines Thomayer y Košinka, cruzando la intersección en U Kříže y Balabenku hacia Žižkov y Malešice. Entre la Plaza Horovo y Bulovka se planea construir el complejo de túneles viales de la Conexión de Libeň. También se está considerando la excavación de la calle V Holešovičkách.

## Autogobierno
En 1850 se estableció una oficina municipal en Libeň y se convirtió en parte del distrito de Karlín. Según la ley del mismo año, cada municipio tenía un comité municipal elegido por tres años, que elegía de entre sus miembros al alcalde y dos concejales. Juntos formaban el consejo municipal.
Desde 1879, Libeň estuvo representada en la junta del distrito de Karlín a través del alcalde municipal Josef Voctář. En 1894, el concejo municipal aprobó una solicitud para que Libeň fuera elevada a ciudad ante el gobernador imperial, pero la solicitud fue rechazada dos años después. Finalmente, el 29 de septiembre de 1898, Libeň fue elevada a ciudad por decreto del emperador Francisco José I de Austria. Al mismo tiempo, se iniciaron negociaciones para la unificación de Libeň con Praga.
La conexión ceremonial con Praga ocurrió el 12 de septiembre de 1901, convirtiendo a Libeň en el VIII distrito de la capital.

### División de Libeň
Libeň se divide en:
- Alto Libeň
- Libeň Medio
- Bajo Libeň

Otras partes son simplemente nombres locales, que anteriormente eran en su mayoría fincas, como Balabenka, Bulovka, Košinka, Libeňský ostrov, Mazanka, Na Hájku, Kotlaska, Palmovka, Pelc-Tyrolka, Podviní y Rokoska.

### Alcaldes de Libeň
1. 1850–1861 Jan Svět
2. 1861–1866 Antonín Kupeš
3. 1866–1871 Martin Stejskal
4. 1871–1894 Josef Voctář
5. 1894–1898 Alois Cikánek
6. 1899–1900 Antonín Svět
7. 1900–1901 Josef Voctář

## Monumentos

### Castillo de Libeň

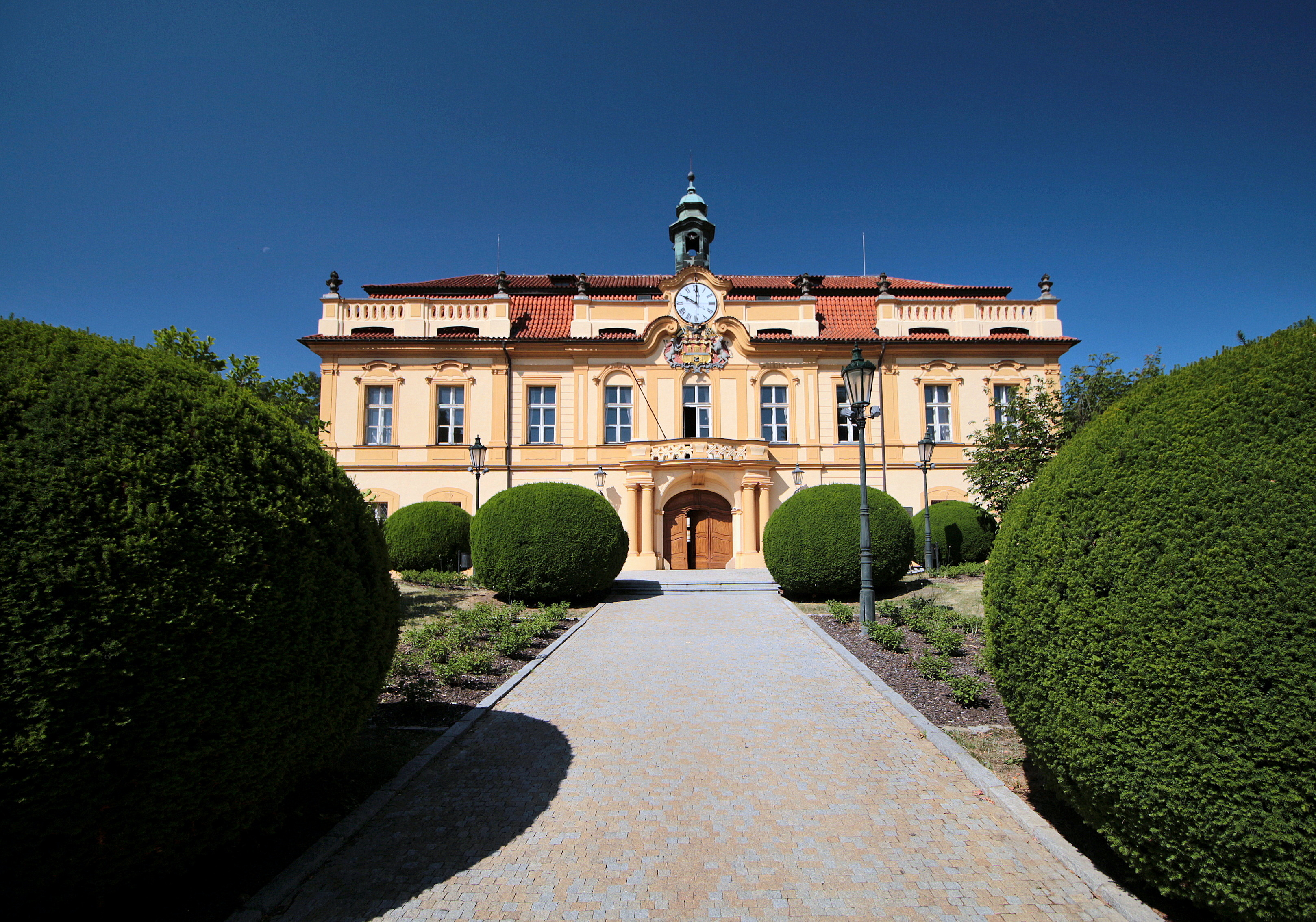
Castillo de Libeň desde la calle Zenklova

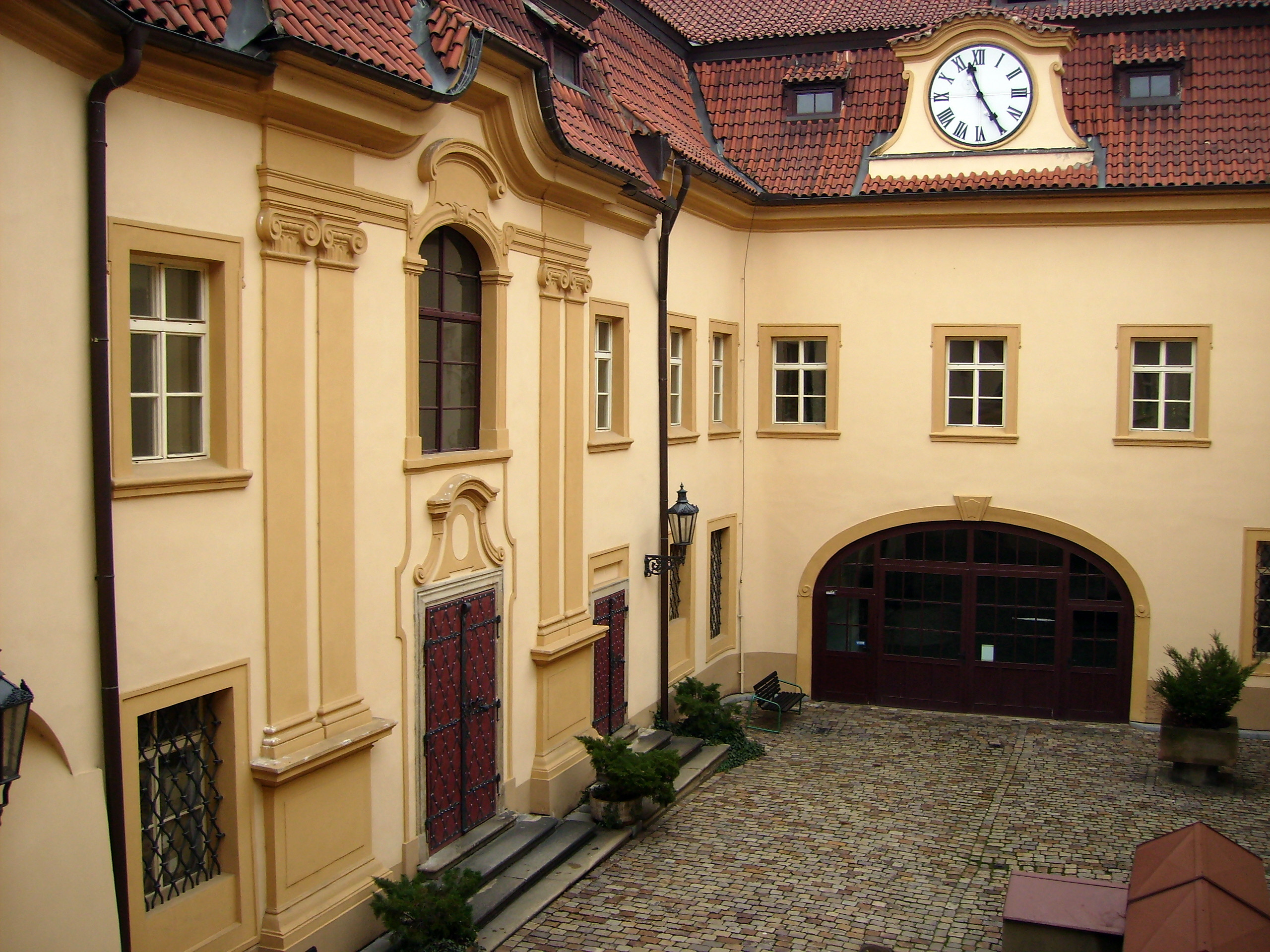
Patio del Castillo de Libeň

Originalmente una fortaleza gótica adquirida por Eliška Hoffmannová, quien la transformó en un castillo renacentista decorado con esgrafiados. En 1662, el castillo fue comprado por la Ciudad Vieja de Praga y remodelado en estilo barroco. Sirvió como residencia de verano para los alcaldes de la Ciudad Vieja; de esta época se conserva el escudo de armas de la Ciudad Vieja sobre el portal de entrada. Además, el castillo albergó a importantes invitados de la Ciudad Vieja, como María Teresa o el emperador Leopoldo II. El 25 de junio de 1608 se firmó en el castillo de Libeň el tratado de paz entre Rodolfo II y su hermano Matías, conocido como la Paz de Libeň. Después de la Segunda Guerra Mundial, la sala principal del castillo fue adaptada como sala de bodas, función que aún cumple hoy en día.

### Fincas de Libeň

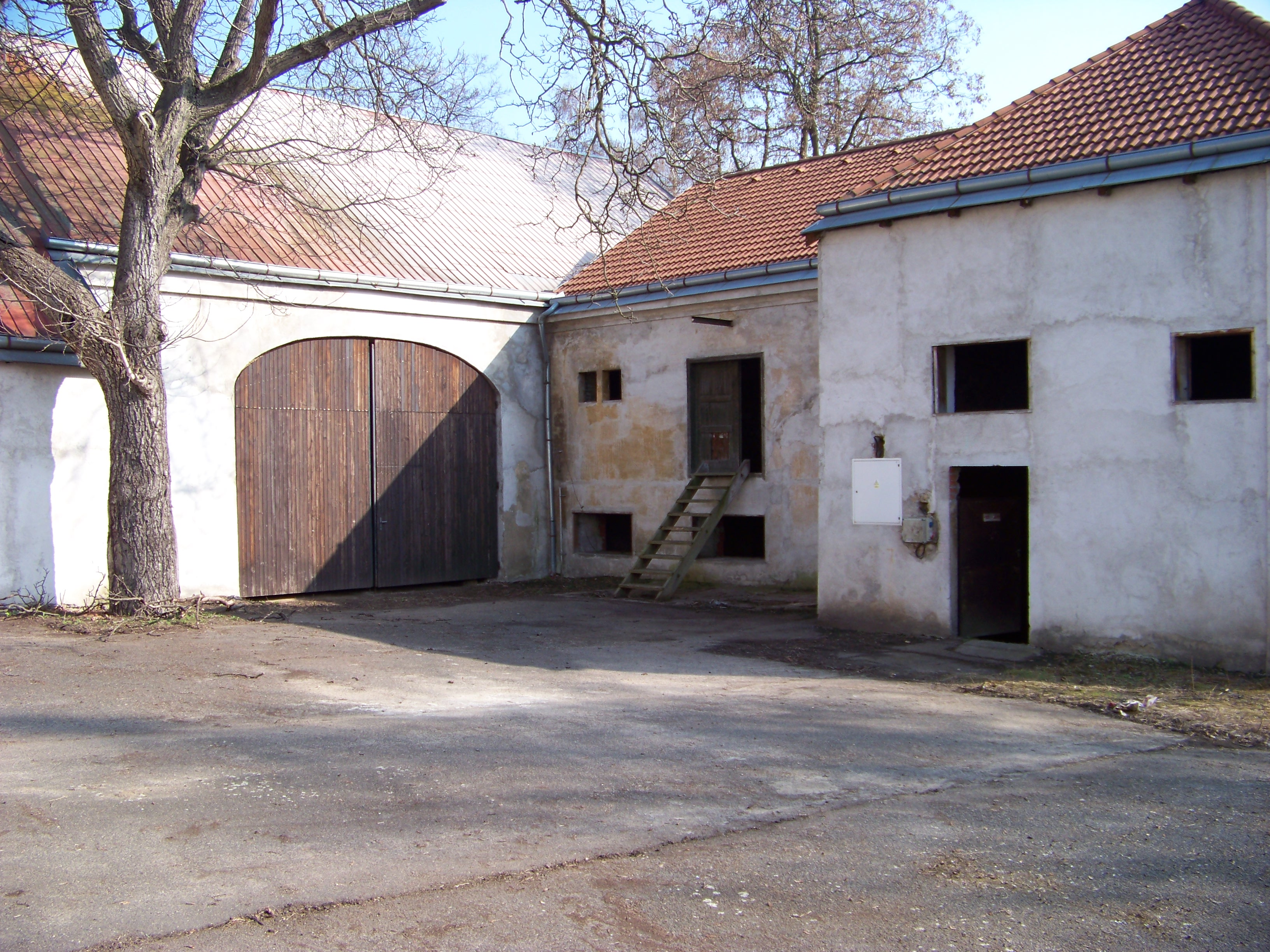
Na Košince, granero (01)

Antes de su urbanización, Libeň era un paisaje romántico y ondulado con viñedos, donde solo había unas pocas granjas y fincas vitícolas. Entre las fincas históricas se encuentran:
- Balabenka
- Bulovka
- Hercovka
- Kolčavka
- Košinka
- Kotlaska (anteriormente Primaska)
- Kundratka
- Mazanka
- Palmovka
- Pekařka
- Rokoska
- Truhlářka
- Velká Vačeška, que desapareció con la construcción del hospital de Bulovka.

### Villa Grabova

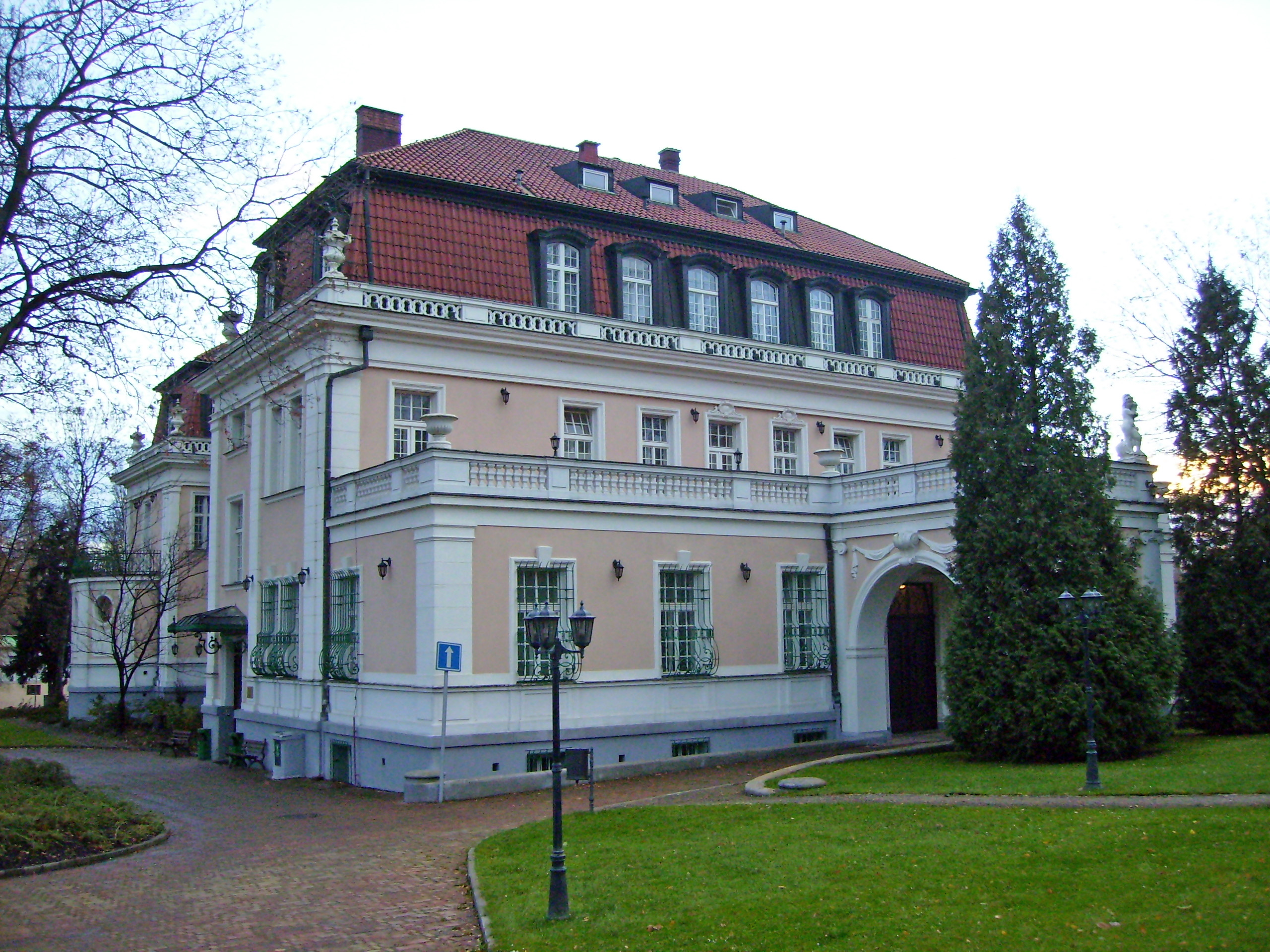
Villa Grabova

La villa Košinka, situada al este de la finca Košinka, fue construida en los años 90 del siglo pasado por el arquitecto Carlin Josef Blecha para Hermann Grab, industrial judío y director de M. Grab Söhne. La familia Grab, de origen empresarial judío austriaco llegada a Bohemia en el siglo XIX, destacó por su contribución al desarrollo industrial en Libni, especialmente bajo la dirección de Hermann Grab. Inicialmente estableció la empresa familiar en Malé Holešovice y posteriormente adquirió la finca Košinka, donde fundó una destacada fábrica de lino encerado. La villa experimentó una importante reconstrucción en 1928-1929, extendiéndose y transformándose en su forma actual, con añadidos que incluyeron un sótano de dos pisos y un ático. Después de diversos cambios de propiedad y períodos de ocupación, la villa fue utilizada para diversos fines educativos y administrativos, incluyendo una escuela de enfermería y, finalmente, oficinas municipales del distrito 8 de Praga desde el año 2000.
En el período de la gran crisis económica de los años 30 del siglo XX, los Grab vendieron la villa (1932) y se estableció un internado para chicas de familias acomodadas, conocido como el Instituto Inglés Victoria College. Entre 1941 y 1945, el edificio fue utilizado por la rama de Praga de la Hitlerjugend; después de la guerra albergó a la policía de la República y, a partir de 1948, a un hogar infantil. De 1948 a 1993, funcionó aquí una Escuela Secundaria de Salud, y más tarde algunos departamentos de la Oficina del Distrito Municipal de Praga 8 fueron ubicados aquí. Es la villa mejor conservada en la República Checa.

### Löwitův mlýn

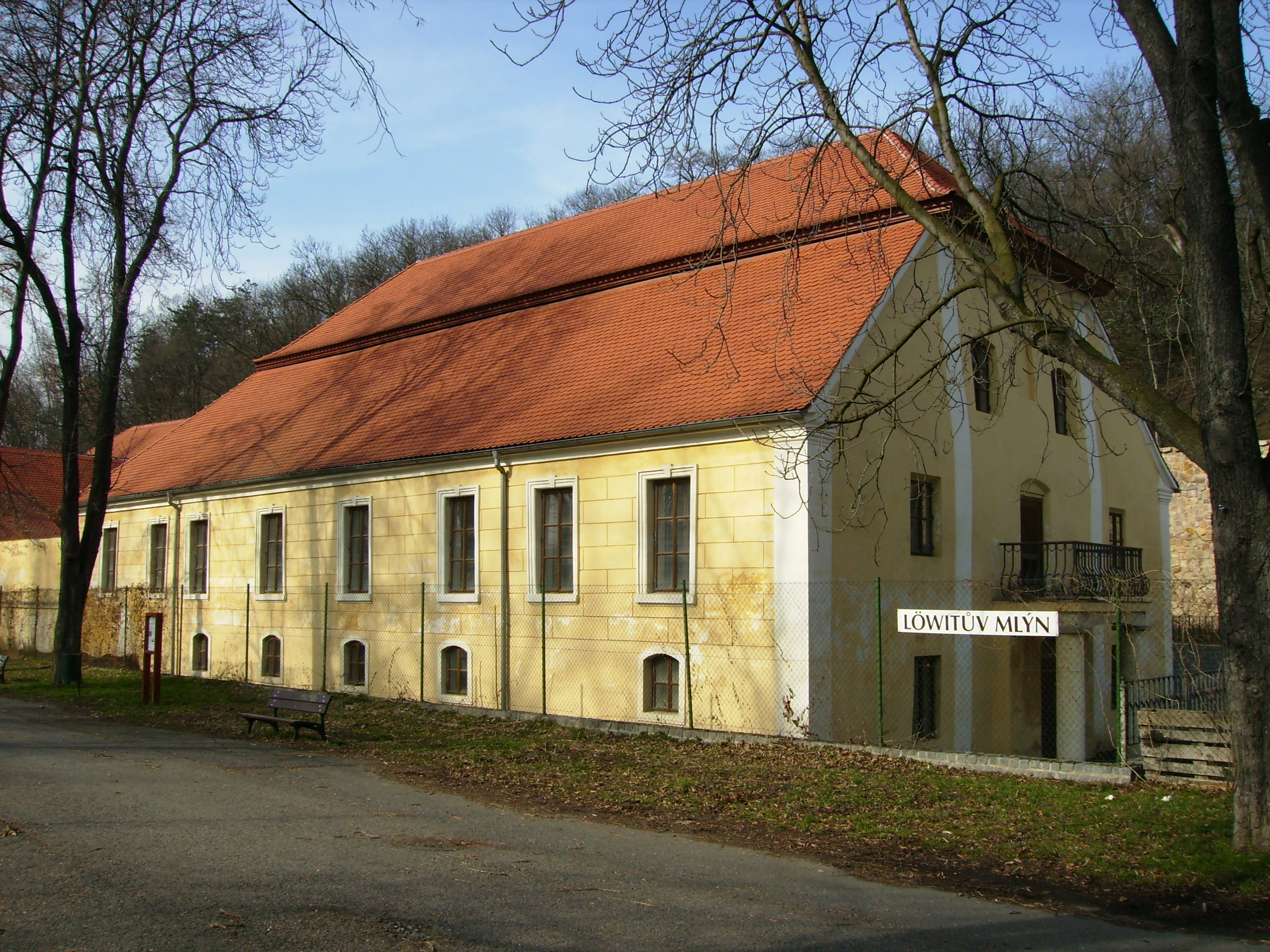
Löwitův mlýn

Es un importante edificio histórico y monumento cultural ubicado en Thomayerovy sady en Praga-Libeň, cerca de Rokytky bajo el castillo de Libeň al oeste de la plaza Elsnicovo. La primera mención del molino bajo la fortaleza de Libeň indica que en 1530 Petr Vosovský z Adleru lo amplió con un molino de trapos para la producción de papel. El 27 de junio de 1662, Staré Město pražské adquirió la finca de Libeň, incluido el molino, de Jan Hartvík z Nostic. Durante las Guerras de Sucesión Austriaca en 1741 y 1744, Libeň fue saqueada y probablemente el Gran Molino junto con los edificios adyacentes fueron destruidos. Sin embargo, en 1747 ya estaba reconstruido y el 10 de febrero de 1748 fue entregado a Jan Souš bajo condiciones estrictas. Durante los siglos XVIII y XIX, cambió frecuentemente de propietario. En 2022 comenzaron los trabajos de restauración del edificio del Gran Molino de Löwit con el objetivo de abrirlo permanentemente al público.

### Sokolovna de Libeň
Durante la Primera Guerra Mundial, aquí se encontraba un hospital militar, y durante la Segunda Guerra Mundial, un almacén militar. De 1949 a 1989, el edificio fue utilizado principalmente por el club deportivo TJ Meteor y parcialmente para el entrenamiento de estudiantes de las escuelas cercanas. El mantenimiento del edificio fue bastante descuidado. En 1990, el edificio fue devuelto a su propietario original, el club de gimnasia Sokol renovado. En 2001 se realizó una reconstrucción.

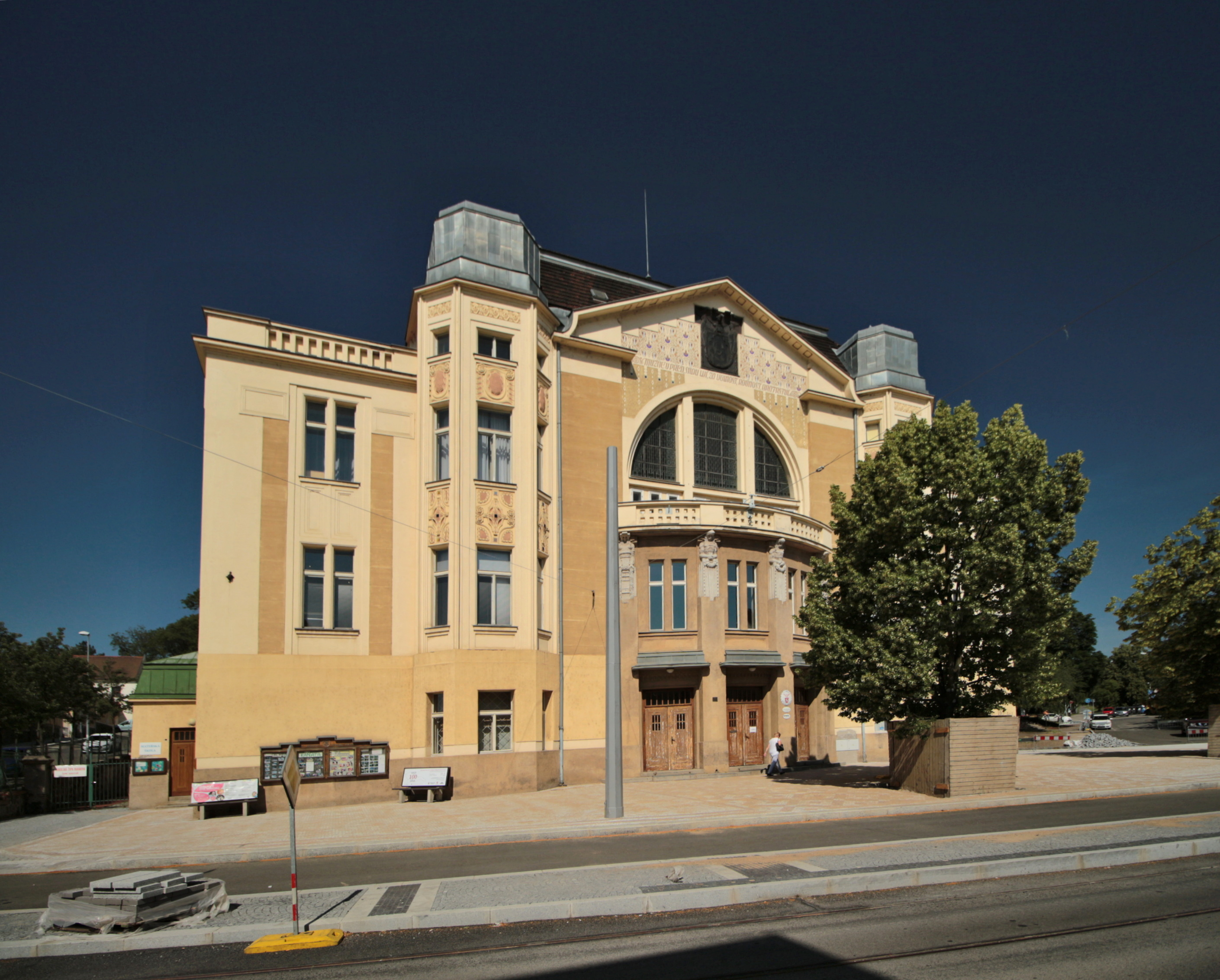
Libeňská sokolovna

### Bílý dům

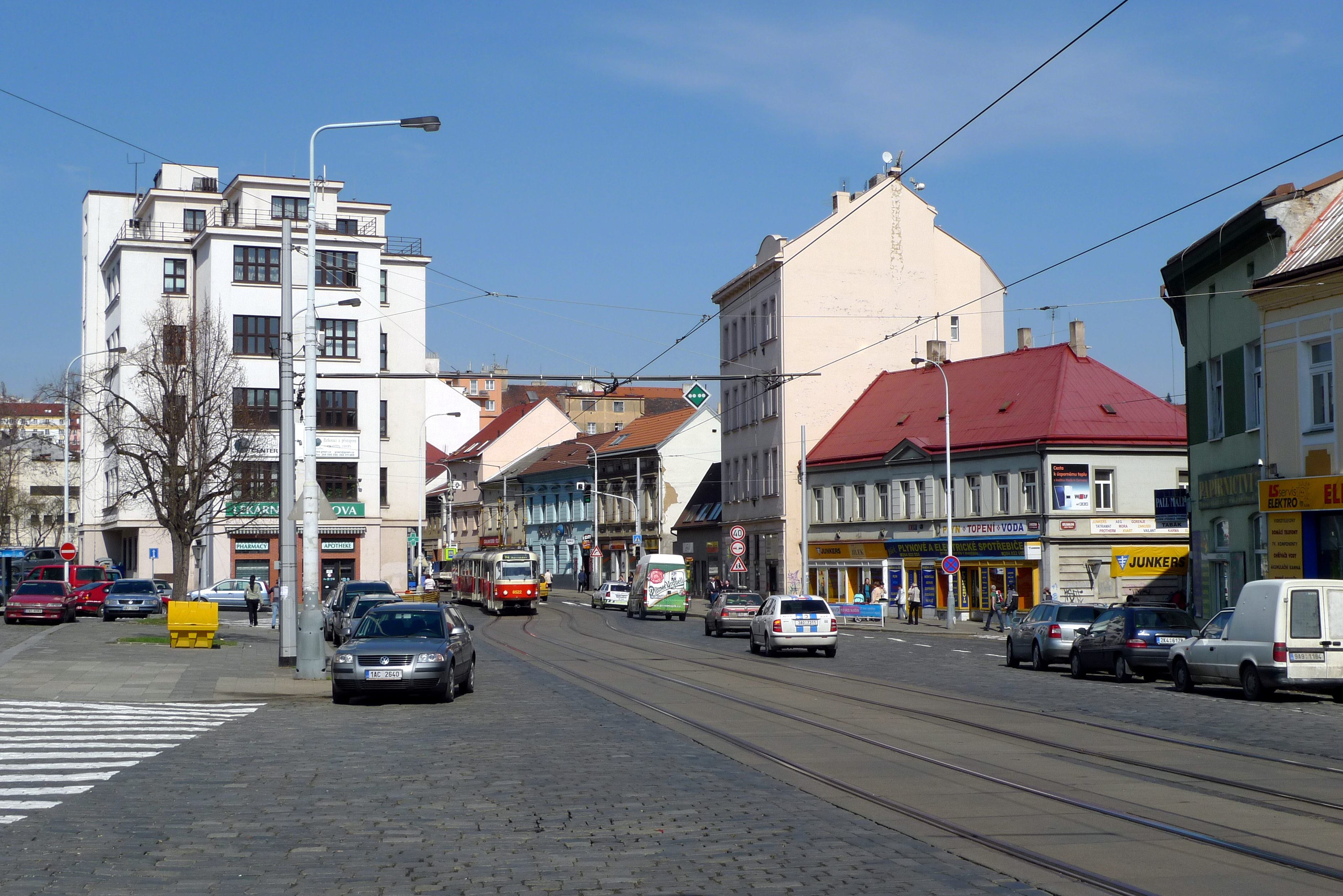
Libeň - Zenklova ulice

El Bílý dům fue construido a finales de los años 80 del siglo XX para el comité de distrito del Partido Comunista de Checoslovaquia. Antes de su finalización, ocurrió la Revolución de Terciopelo, lo que impidió que los comunistas se mudaran al edificio. Después de la Revolución de Terciopelo, el edificio fue utilizado durante varios años por una escuela de arte básica. Hoy en día, una parte significativa de la Oficina Municipal del Distrito de Praga 8 tiene su sede aquí.

### Palác Svět
El Palác Svět fue construido entre 1932 y 1934 por el arquitecto František Havlena en el lugar de una antigua finca. El encargado, inversor y primer propietario del palacio fue el empresario inmobiliario Sr. Svět, en cuyo honor se nombró el edificio. Durante la ocupación protectoral durante la Segunda Guerra Mundial, el Palacio fue adquirido por la compañía de seguros de Praga, que fue nacionalizada en 1947. En 1962, el palacio fue transferido de propiedad estatal a la empresa municipal de vivienda (OPBH) en Praga 8. En la década de 1990 estuvo en manos del Ministerio de Administración de Propiedades Nacionales y fue privatizado. Hoy en día, el Palacio Svět es propiedad de la empresa Crispino nemovitosti spol. s r.o. (propiedad de Antonio Crispino).

## Curiosidades

### Barrio Judío – El Estado Judío

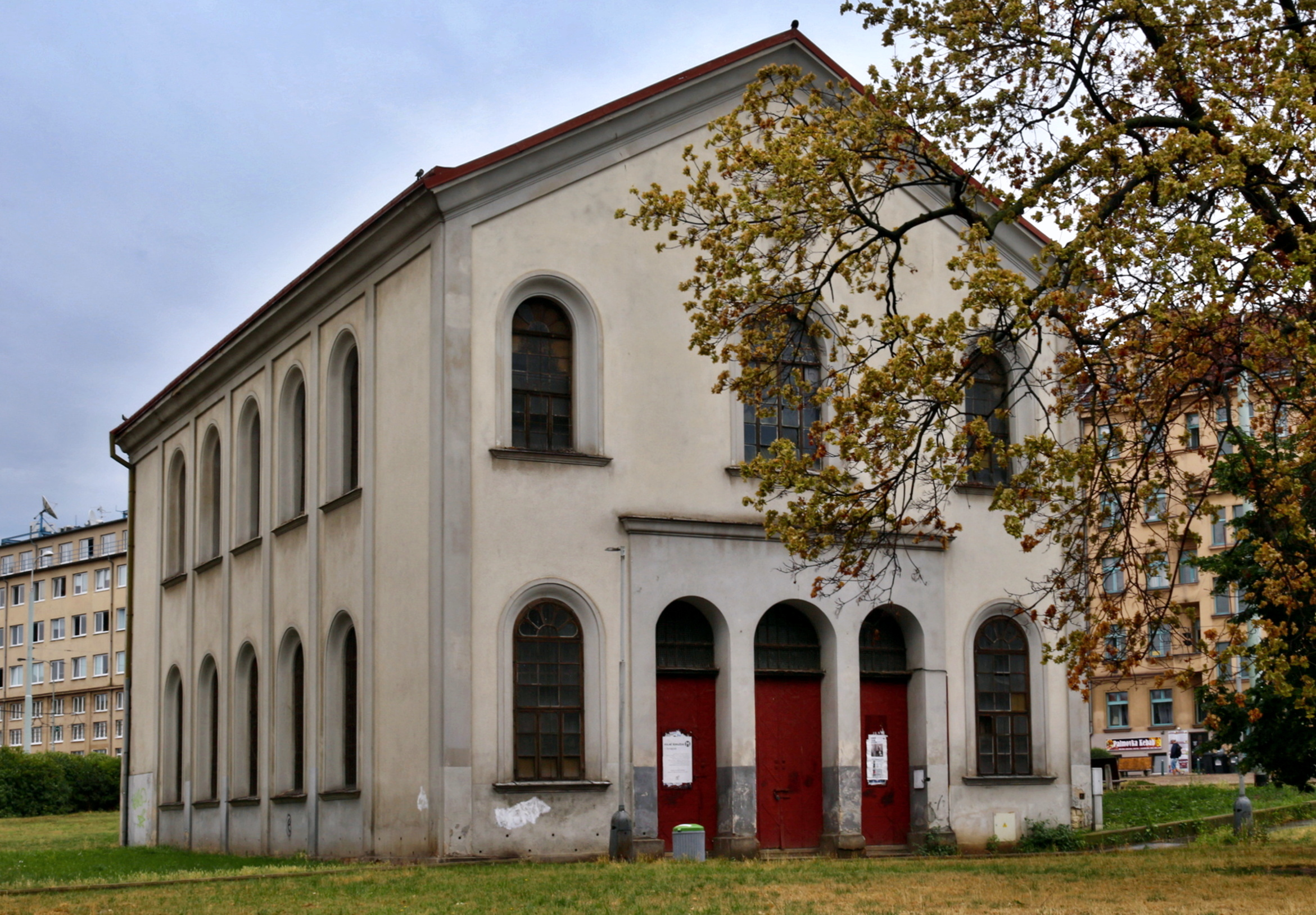
Sinagoga de Libeň en Palmovce

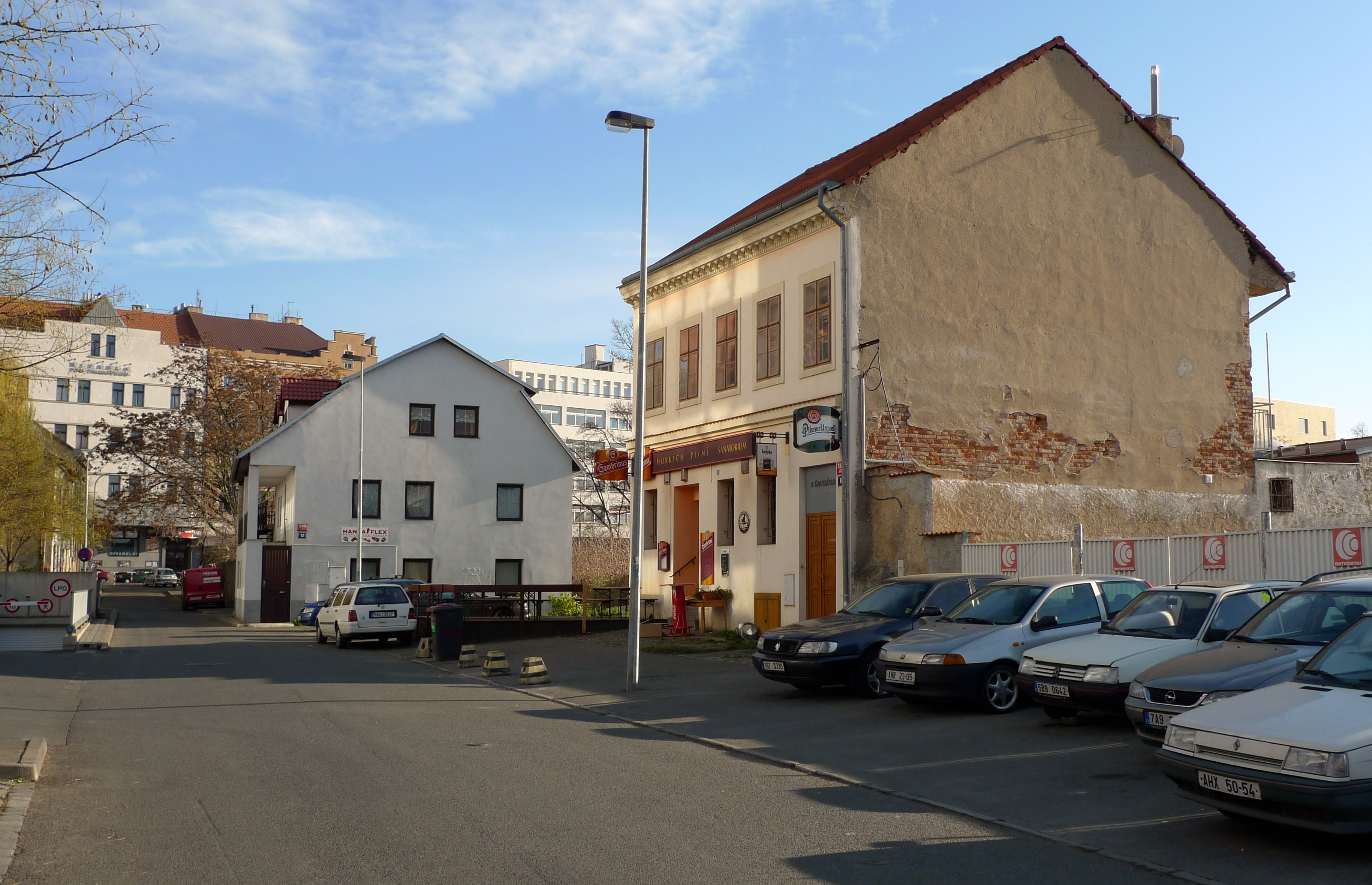
Calle Koželužská: los últimos dos edificios del antiguo barrio judío de Libeň

El barrio judío se estableció aquí en el siglo XVI y se extendió por la zona de Dolní Libeň (específicamente desde el río Rokytky hasta la actual estación de metro Palmovka). La colonización judía en Libeň fue la segunda más importante en el área de Praga, después del Barrio Judío de Praga. La comunidad judía fue "fundada" por el fiscal real Mikuláš Albrecht Bryknar, quien se hizo cargo de los judíos expulsados de Praga en 1541 y 1557, permitiéndoles establecerse en Libeň. Una decisión crucial para su existencia continua fue la de Jan Hartvík z Nostic, quien otorgó a la comunidad judía local su propio privilegio de autonomía y garantizó su protección legal. Un impulso significativo para su expansión en la segunda mitad del siglo XVIII fue la decisión de la emperatriz María Teresa, quien con su patente expulsó a los judíos de Praga.
El antiguo cementerio judío se encontraba en el campo frente al actual Puente de Libeň, cerca de la estación de tren inferior de Libeň. Durante la construcción del puente entre 1925 y 1928, fue parcialmente rellenado y finalmente desapareció a mediados de la década de 1960. Las casas solían tener balcones con paredes reforzadas y se accedía a ellas mediante escaleras exteriores que llevaban a los balcones, y se vivía en el primer piso, que no fue afectado por las frecuentes inundaciones (el Rokytka era un lugar de inundaciones frecuentes). En la planta baja había solo almacenes y espacios auxiliares. Después de la abolición del gueto, la mayoría de su área pertenecía al distrito administrativamente independiente de Judenstadt, que se fusionó con el asentamiento de Stará Libeň en 1880. La ciudad judía estaba ubicada en el corazón mismo de Stará Libeň, en un terreno ligeramente inclinado desde la actual calle Zenklova hasta la calle Koželužská, que era su eje principal. En su extremo occidental, Voctářova, también se encontraban las casas históricas más valiosas, especialmente un bloque de casas de dos a tres pisos, números 578-582. Aproximadamente en el centro de Koželužská también estaba la sinagoga original, supuestamente del final del siglo XVI. Desde Koželužská, Chocholouškova se extendía hacia el norte y Vojenova hacia el sur (hacia el cementerio judío). También pertenecían al barrio las callejuelas hoy desaparecidas Jirchářská y Kožní, y las casas en el lado este de la calle Voctářova, originalmente en la orilla del brazo secundario del Vltava que rodeaba el barrio en un arco desde el oeste. La mayoría de las casas eran pequeñas, en su mayoría de un solo piso, a menudo con techos mansardados barrocos cubiertos de tejas de madera, escaleras exteriores y balcones, algunos de los cuales podrían datar del siglo XVII.
La numerosa comunidad judía de Libeň ahora solo es recordada por la Nueva sinagoga de Libeň, la calle Koželužská (casa número 12/589 y dos casas frente al teatro), que anteriormente formaba una plaza en la ciudad judía, el antiguo cementerio judío en Libeň (al comienzo del Puente de Libeň), la plaza Dr. Václav Holý y especialmente las calles Kotlaska, Na Hrázi, Koželužská, Tkalcovská, Vojenova, Světova, Ludmilina y U

#### Hrabalova Libeň

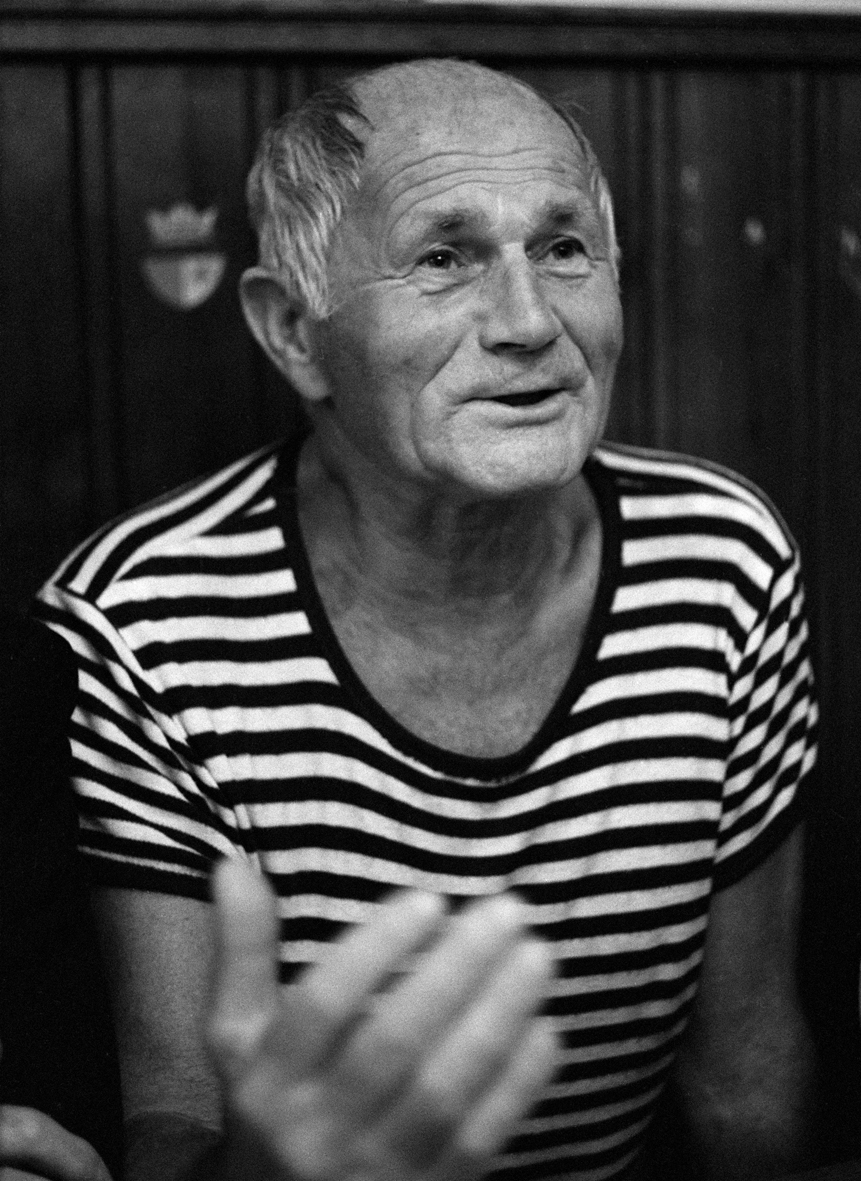
Bohumil Hrabal

Hrabalova Libeň se refiere a la parte de la ciudad de Libeň en Praga asociada con el famoso escritor checo Bohumil Hrabal. Es conocido por haber vivido y ambientado algunas de sus obras en esta área particular de Praga.

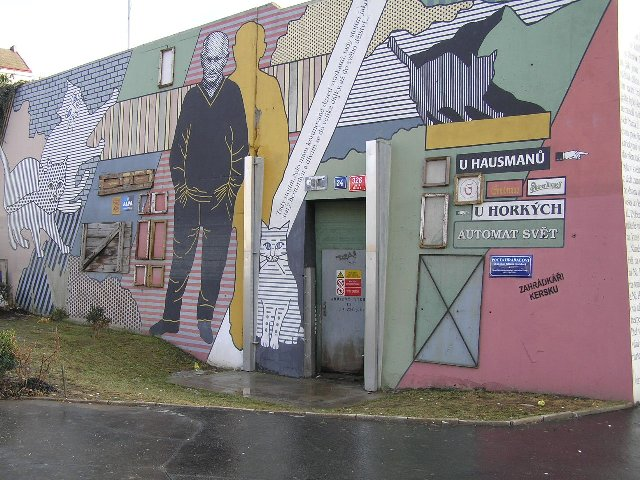
La "Pared de Hrabal"

Desde Libeň provinieron muchos artesanos judíos y familias judías que contribuyeron al establecimiento de varias fábricas en la zona. Varias empresas en el barrio judío continuaron la tradición de la curtiduría y el trabajo en cuero. La más grande de ellas fue la curtiduría de pieles Libenia de Ludwig Jellinek, número 418, ubicada entre las calles Voctářová y Vojenova (derribada en 2005); parte de la empresa incluía una fábrica química que producía, entre otros, cremas para zapatos. Otra empresa de curtiduría en la calle Vojenova fue la de S. Schönberger & hijo, número 112, especializada en la fabricación y tintura de cueros para guantes, también recientemente demolida. En el extremo sur del gueto, entre las calles Voctářová y Vojenova, también estaba la Fábrica de Hilados, Telas y Tintes Bratři Perutzové, fundada en 1875 como una de las mayores empresas locales. Al norte del gueto, en la calle Povltavská, operaba la tintorería y blanqueador de hilos Feitis & Kornfeld.
Entre las curiosidades de Libeň se encontraba la fábrica de pipas Fritsch & Thein, establecida en 1892 en la antigua finca Kotlaska, número 64; después de la Primera Guerra Mundial, cambió su lujosa oferta por la fabricación de porcelana eléctrica y materiales de instalación eléctrica. Otra empresa destacada de Libeň fue la fábrica de limpieza química de Václav Jelínek, número 406, en la calle Na Žertvách, fundada en 1868 como la primera de su tipo en el país. En 1912, la lavandería y tintorería de Jelínek en Praga 22 tenía 22 sucursales y empleaba a 180 personas. En la Avenida Sokolovská estaba la fábrica de crema Derby de Otakar Baumann, la fábrica de botones Ederer y la fábrica de leguminosas y aceites lubricantes de los Hermanos Wurm. Entre otras empresas judías en Libeň se mencionan Otto Katze, Bohumil Heller, los Hermanos Fuchs, Karel Weis, S. Klein, además de las firmas Ornstein & Koppel, Sigmund Feigl, Knöpfler & compañía, K. A. Wiesner, A. S. Engländer y Rudolf Holič.

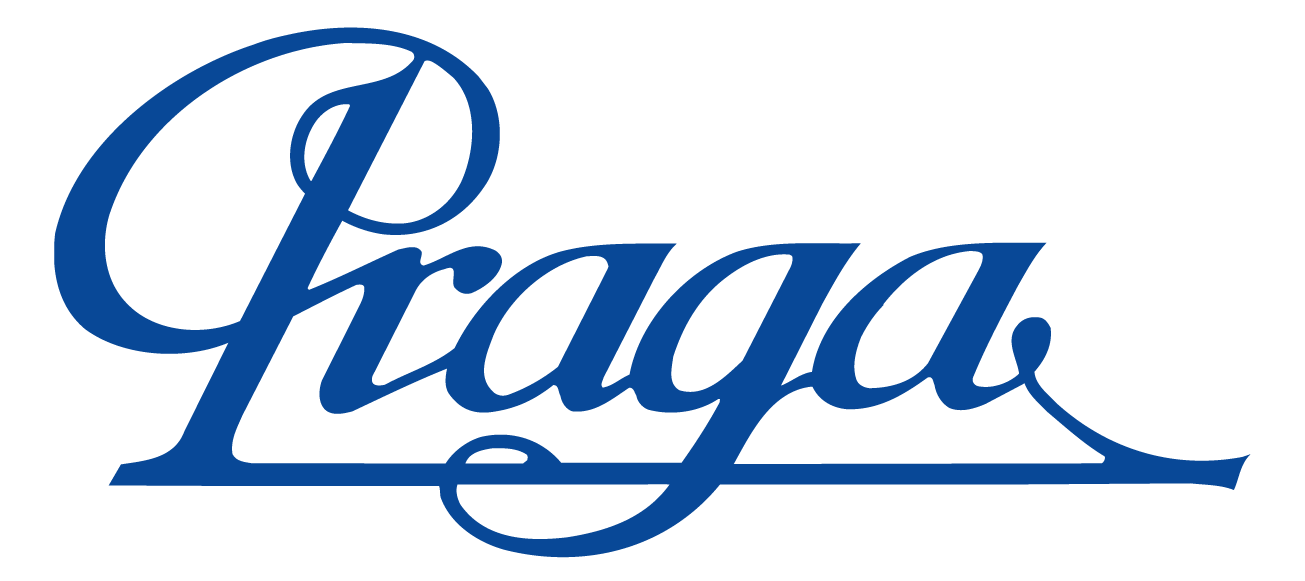
Logo de Praga

### La automotriz Libeň "Praga"
Praga es un fabricante checo de automóviles con una historia que se remonta a 1907. La compañía fabricaba automóviles de pasajeros y comerciales, motocicletas, aviones, tanques, tractores, bicicletas, piezas técnicas para automóviles e introdujo numerosas patentes en el mundo del automovilismo. Praga se hizo famosa por la producción de automóviles de pasajeros entre las dos guerras mundiales, cuando fue el mayor fabricante nacional de automóviles. A partir de los años 50, la empresa comenzó a producir el resistente camión V3S y en los años 90 lanzó el camión de carga universal UV80, que no tuvo mucho éxito, al igual que sus motocicletas todoterreno. El modelo más conocido fue el Praga Piccola.
Las estructuras originales de la fábrica de automóviles Praga, diseñadas con una construcción de hormigón armado, fueron construidas por el arquitecto Stanislav Bechyně entre 1917 y 1918. Dos torres con ascensores en las esquinas del edificio fueron una característica impresionante de Libeň y Vysočany en Praga. Después de que cesó la producción bajo la compañía ČKD, estas instalaciones cayeron en desuso y fueron demolidas en otoño de 2002. En los terrenos de la que fue la mayor fábrica checoslovaca de automóviles se construyó la O2 arena, junto con edificios administrativos, comerciales y residenciales adyacentes.

### ČKD y Libeň
ČKD (originalmente abreviado de Českomoravská-Kolben-Daněk, después de la nacionalización no se desglosó la abreviatura) fue una de las importantes empresas checoslovacas de ingeniería fundada en la segunda mitad del siglo XIX. Hoy en día, varias pequeñas empresas operan bajo la marca ČKD en la República Checa.
En 1854, Čeněk Daněk fundó la empresa "Daněk a spol." en Karlín. En 1872, se fusionó con "Breitfeld & Evans", formando así "Akciová společnost strojírny, dříve Breitfeld, Daněk i spol.". Su programa de producción incluía principalmente equipos para minas y la industria alimentaria.
En 1871 se estableció la empresa "První Českomoravská továrna na stroje v Praze" y construyó su fábrica en Libeň, Praga, en una superficie de más de 10 hectáreas. Entre sus grandes realizaciones se encuentran la Petřínská rozhledna y el Průmyslový palác en el Holešovické výstaviště. A principios del siglo XX, comenzaron la producción de vehículos ferroviarios, y en 1907, en colaboración con Ringhoffer, fundaron el fabricante de automóviles Praga.
En 1896, el ingeniero Emil Kolben fundó la empresa "Kolben a spol." en Vysočany. Dos años después, se fusionó con "Pražská a.s.", creando "Elektrotechnická a.s.". A partir de 1901, comenzaron a fabricar equipos completos para plantas hidroeléctricas.
En 1921, "První Českomoravská továrna na stroje v Praze" se fusionó con "Elektrotechnická a.s.", formando así "Českomoravská – Kolben". En 1927, se unió con "Akciovou společností Strojírny, dříve Breitfeld, Daněk i spol." para formar "Českomoravská–Kolben–Daněk" (ČKD), la mayor strojírna en la entonces Checoslovaquia. El empresario Emil Kolben estuvo al frente de la empresa hasta 1939, cuando fue arrestado por los nazis el 6 de junio de 1943.
En el área original de Kolbenka hay aproximadamente 50 edificios.

### Estación de tren Praha-Libeň

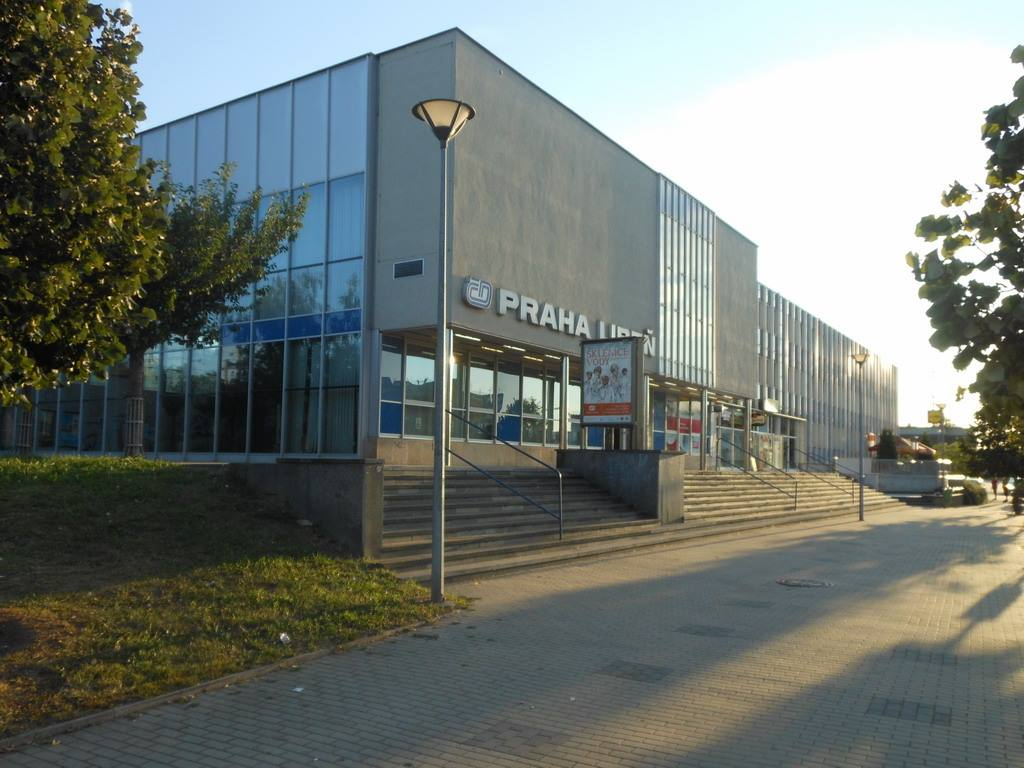
Edificio de la estación de tren de Praha-Libeň

La estación de tren Praha-Libeň fue inaugurada en 1877 en la línea férrea Olomouc - Praha, que ya pasaba por este lugar en 1845. Ahora, la estación de tren Praha-Libeň está ubicada en el distrito municipal Praha 9 en los distritos catastrales de Libeň y Vysočany. El edificio de la estación está en el distrito catastral de Vysočany, en la dirección Českomoravská 316/24. Esto se debe a que la estación en el distrito de Libeň fue originalmente la estación superior de Libeň, de la cual solo queda el torso (planta baja) del edificio original de la estación (se conserva) y se construyó un nuevo edificio en el área de Vysočany. En el distrito catastral de Libeň se encuentra la estación inferior de Praha-Libeň dolní nádraží, que actualmente no se utiliza. La estación es parte del nudo ferroviario de Praga y está en la línea ferroviaria número 010 Praha - Český Brod - Kolín - Česká Třebová, con otras líneas de conexión. Los trenes de pasajeros de todas las categorías paran aquí y, en el transporte de mercancías, es una de las estaciones más importantes de la República Checa.

### Nombres históricos
- 1877–1913 Libeň
- 1913–1923 Libeň estación estatal
- 1923–1941 Libeň estación superior
- 1941–1985 Praga-Libeň estación superior desde 1985 Praga-Libeň

## Transporte

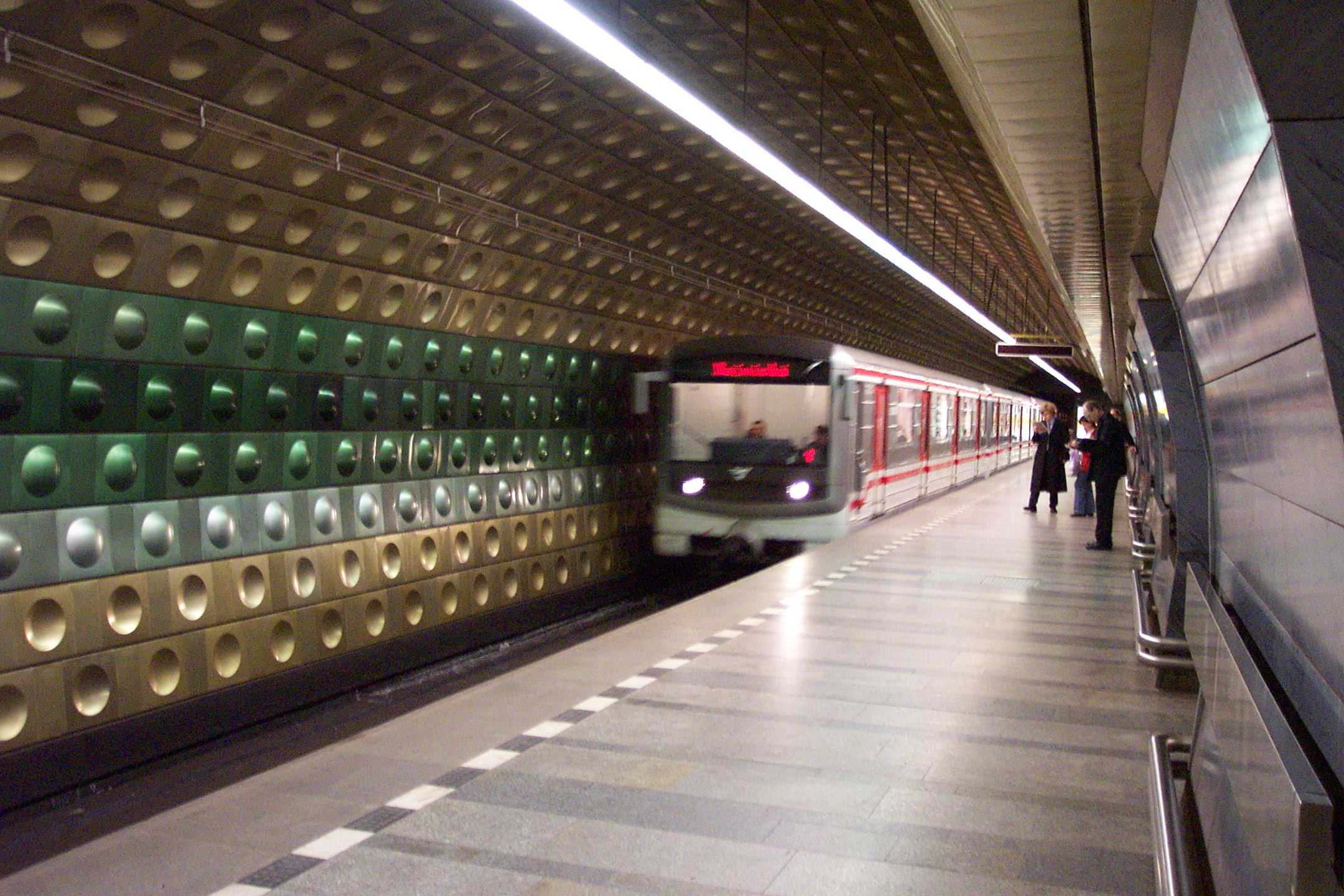
Metro de Praga

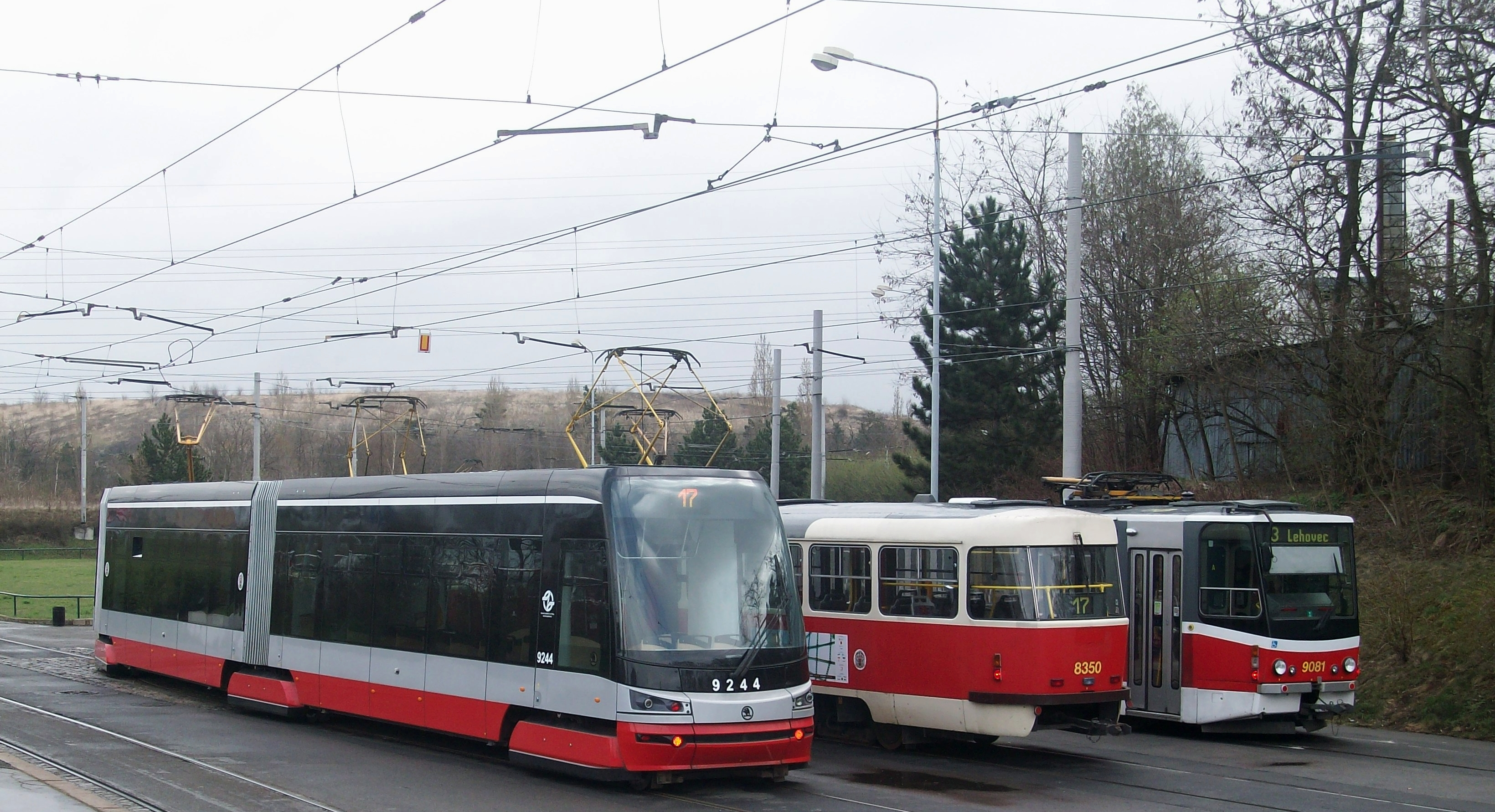
Tranvía de Praga

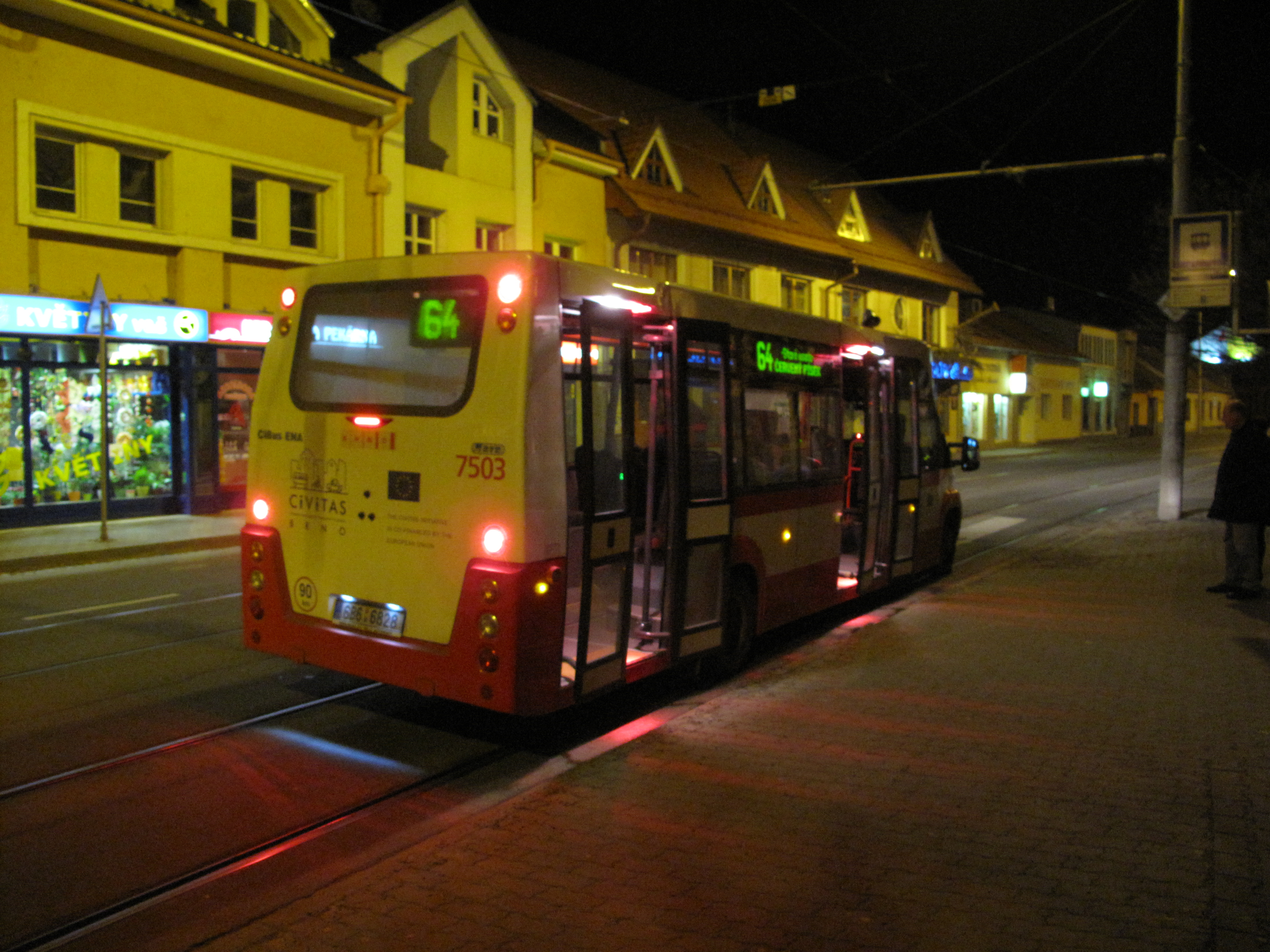
Transporte de autobuses en la República Checa

El transporte está integrado dentro del sistema de transporte urbano de DPP. En Libeň encontramos:
- Metro de Praga
- Tranvía de Praga
- Autobusová
- Trolebús
- Transbordador

- Acuático
- Ferroviaria
- Por carretera
- Ciclovías alrededor del Moldava

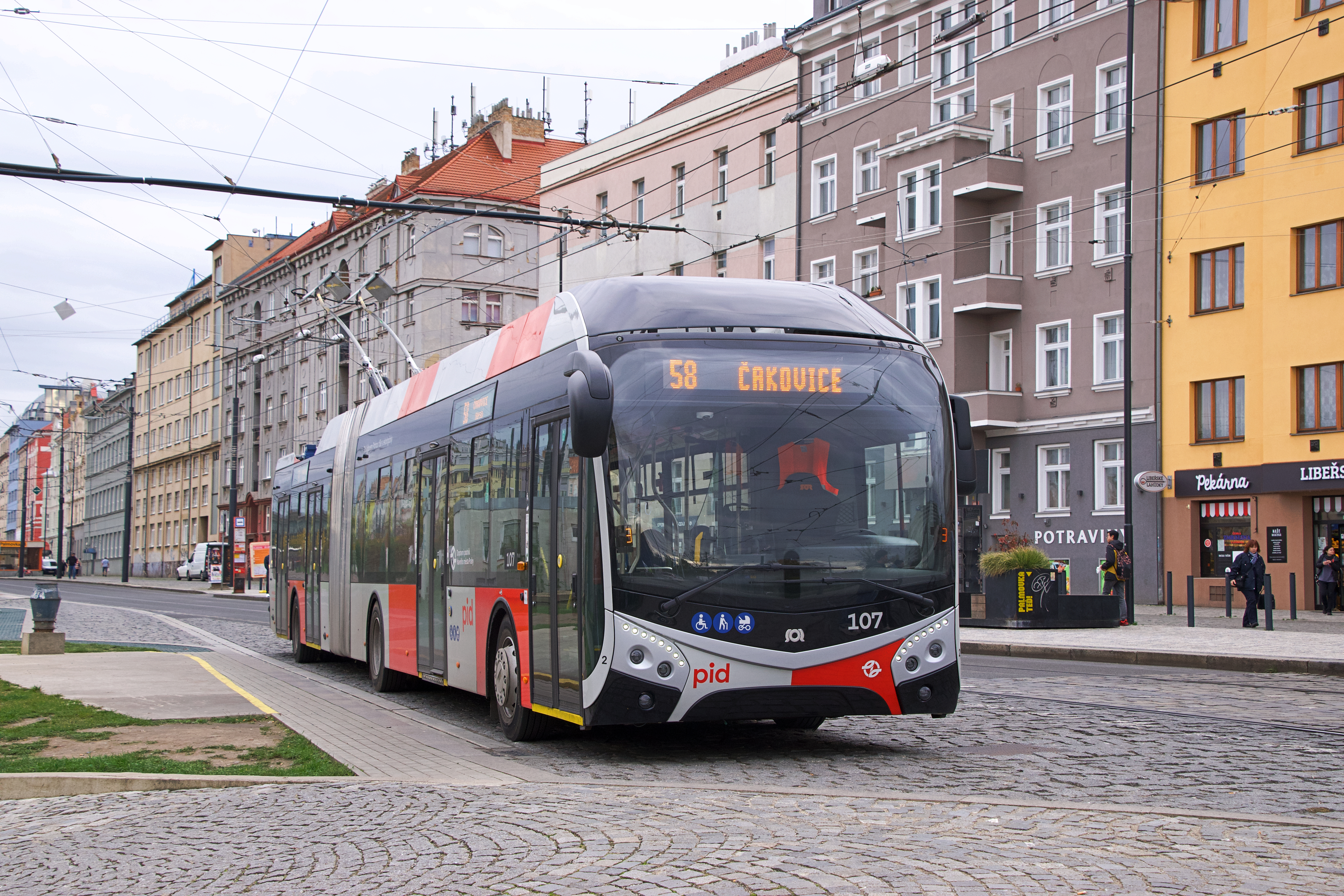
Transporte trolebús en Praga

Libeň fue conectada con Florenc en 1896 mediante la línea eléctrica de tramvaj. Desde la línea Florenc-Balabenka en Palmovka, se desvió la línea hacia Libušák (la parada de tranvía U Kříže). La línea, junto con el depósito y la central eléctrica en Švábkách, fueron construidos por el inventor checo František Křižík. La estación Palmovka en Libeň es un importante nudo de transporte de Praga, donde convergen diez líneas de tranvía. Aquí se encuentran la estación de autobuses, paradas de tranvía y la estación de metro.
Desde 1875 hasta 1972, la línea ferroviaria de la Rakouské severozápadní dráhy pasaba por la actual intersección de Palmovka hacia la estación Praha-Těšnov, siendo cerrada debido a la construcción de la magistral norte-sur. Cerca del paso a nivel en Palmovka estaba la estación Praha-Libeň dolní nádraží. La estación de tren Praha-Libeň (anteriormente Praha-Libeň horní nádraží) ha visto una gran reconstrucción y su edificio de estación ahora se encuentra en el área de Vysočany (Praha 9). La estación se sitúa en la frontera entre Libeň y Vysočany; el 20% está en Libeň y el 80% restante en Vysočany, que incluye principalmente el edificio principal y los andenes.
En la frontera entre Libeň y Karlín se construyó en 1990 el puente de tranvía desde Palmovka a Krejcárek y Ohrada en Žižkov.  En 2005, con la construcción del llamado Nuevo enlace ferroviario, se erigió un viaducto de carretera abierto paralelo al puente de tranvía, reemplazando una carretera inadecuada que cruzaba varias veces las vías férreas.
En la frontera entre Libeň y Holešovice se encuentra el Libeňský most, que conecta el barrio de Holešovice en la orilla izquierda con Libeň en la orilla derecha del río Vltava. El puente es un importante enlace para tranvías, automóviles y peatones hacia el centro de Praga.

## Personalidades
- Ernestine Schumann-Heink (15 de junio de 1861 – 17 de noviembre de 1936) – cantante de ópera, contralto
- Vojtěch Rakous (8 de diciembre de 1862 – 8 de agosto de 1935) – escritor
- František Homolka (23 de mayo de 1885 – 1 de septiembre de 1933) – profesor, escritor, etnólogo especializado en canciones populares[50][51]
- Karel Hlaváček (29 de agosto de 1874 – 15 de junio de 1898) – poeta, artista
- Bohumil Hrabal (28 de marzo de 1914 – 3 de febrero de 1997) – escritor
- Josef Zumr (19 de marzo de 1928) – filósofo, historiador, científico literario, traductor
- Stanislav Vávra (7 de abril de 1933 – 11 de octubre de 2020) – poeta, escritor[52]

- Rodina Novákova (padre Václav, madre Marie, hijas Miroslava, Anna, Jindřiška, hijo Václav – resistentes, ejecutados por los nazis durante la Operación Antropoide)

## Fotografías de Libeň

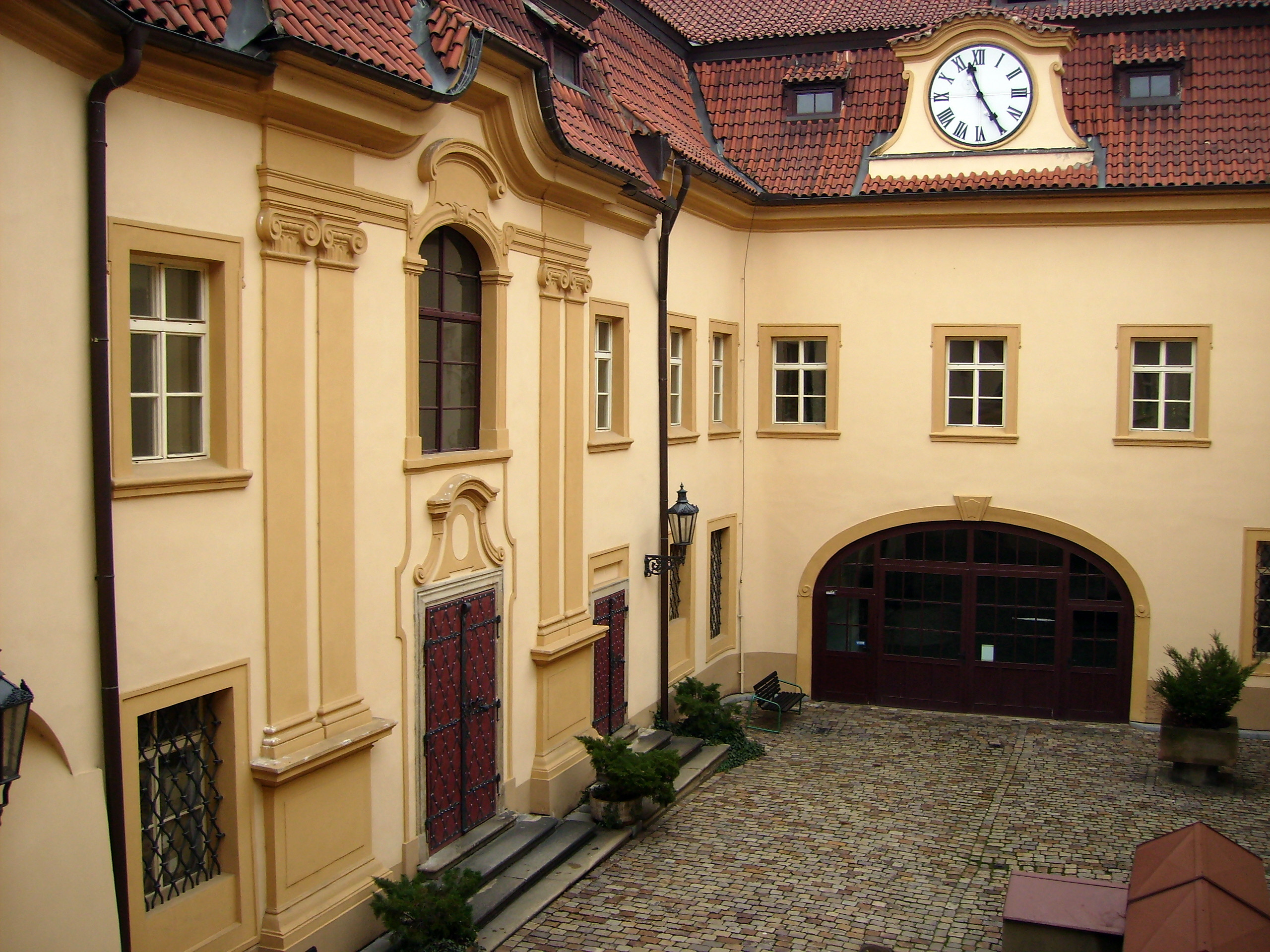
Patio del castillo de Libeň con una capilla
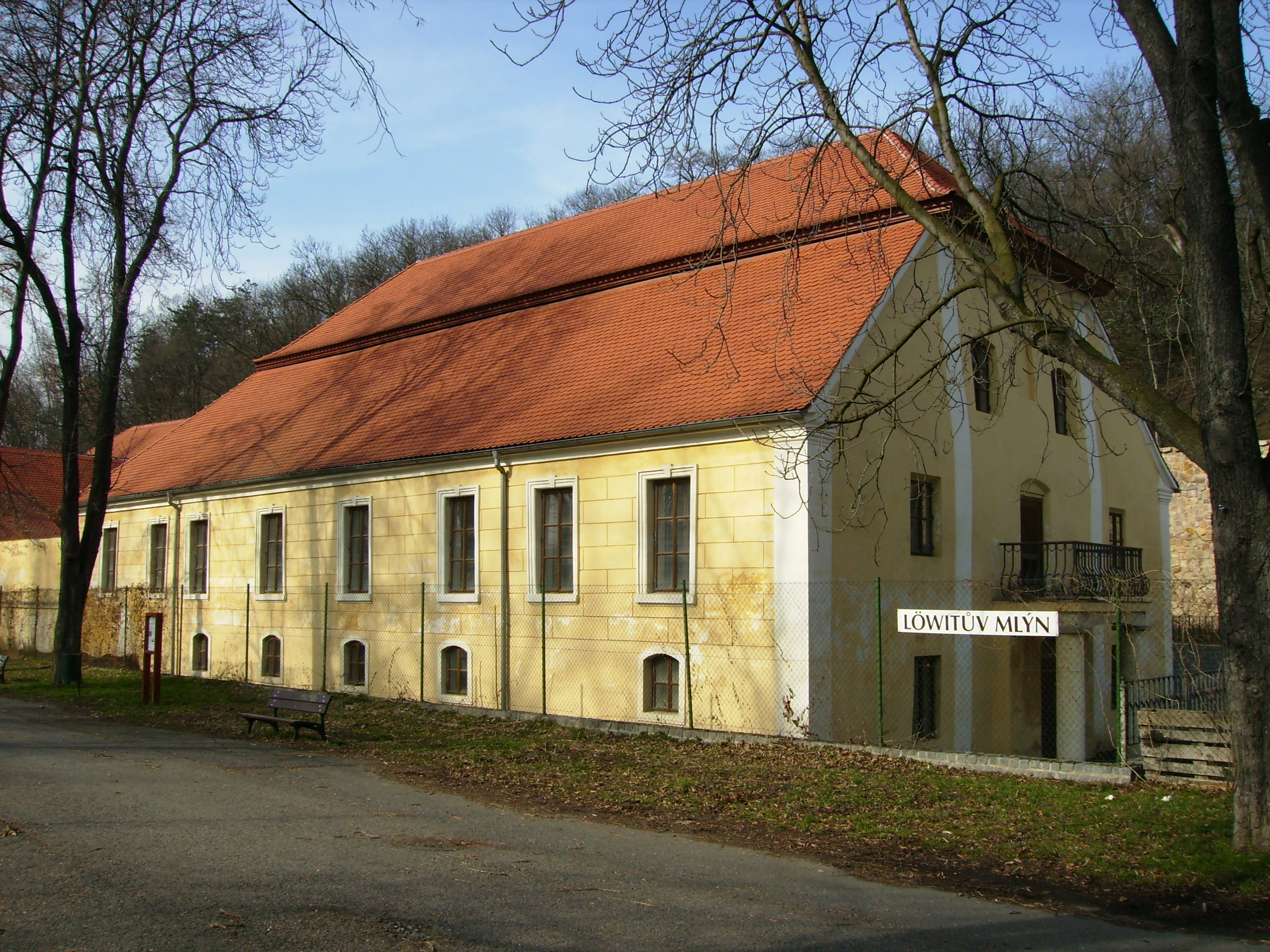
El molino de Löwitův mlýn en los Jardines Thomayer en Libeň
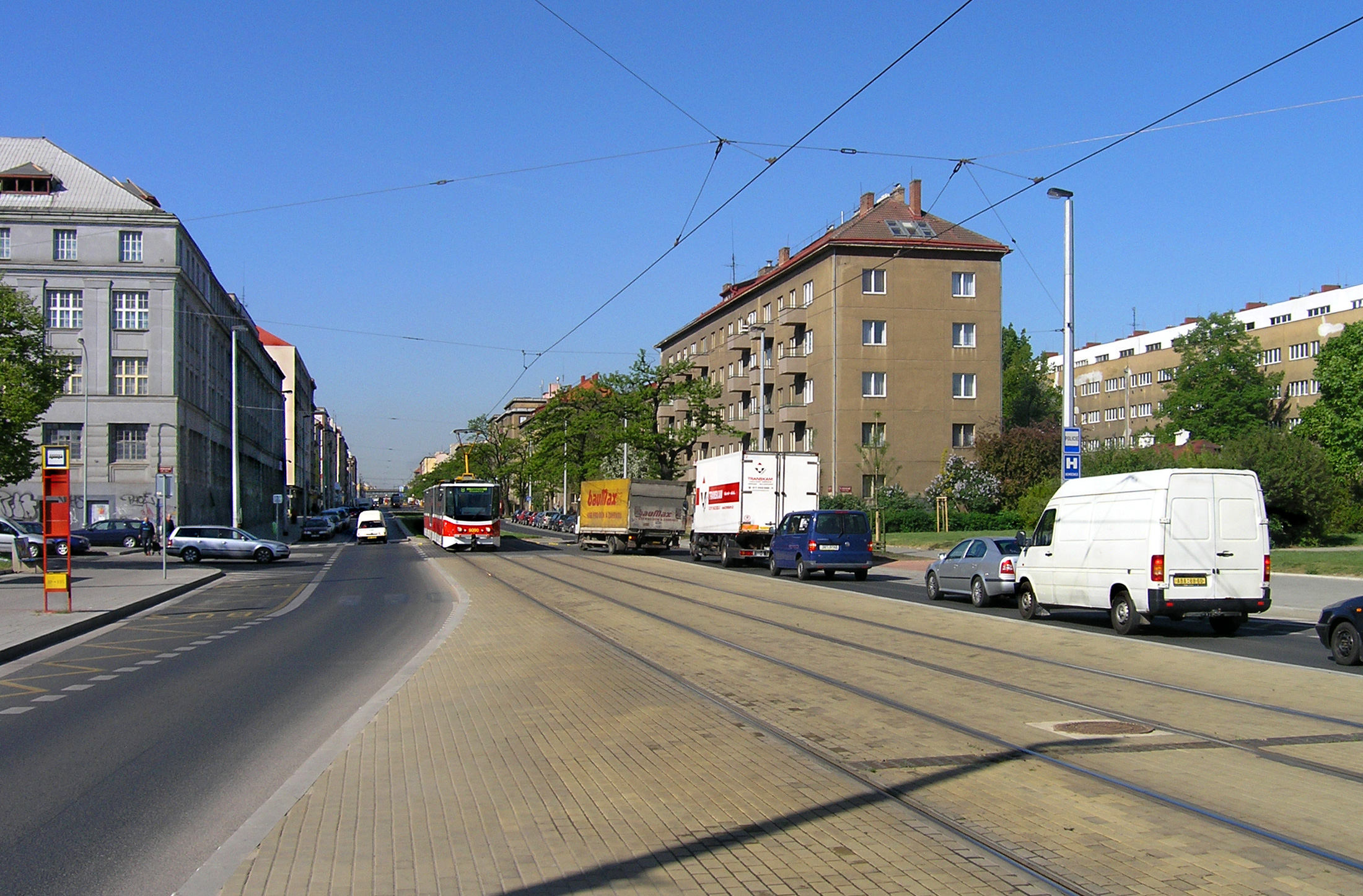
La calle Sokolovská en Praga 9 cerca de la clínica Vysočany
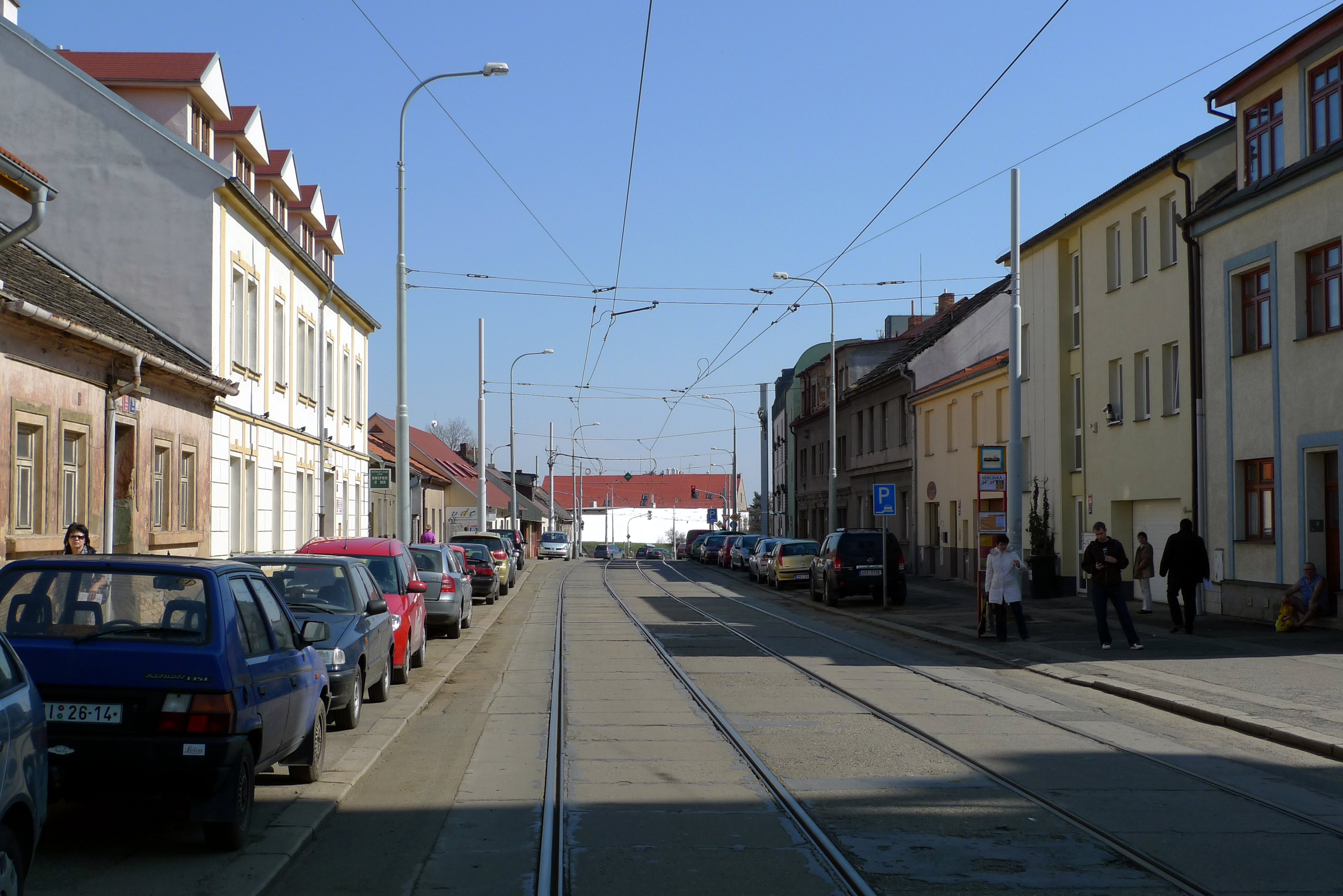
El límite norte de Libeň - lado izquierdo de la calle pertenece al área administrativa de Kobylisy
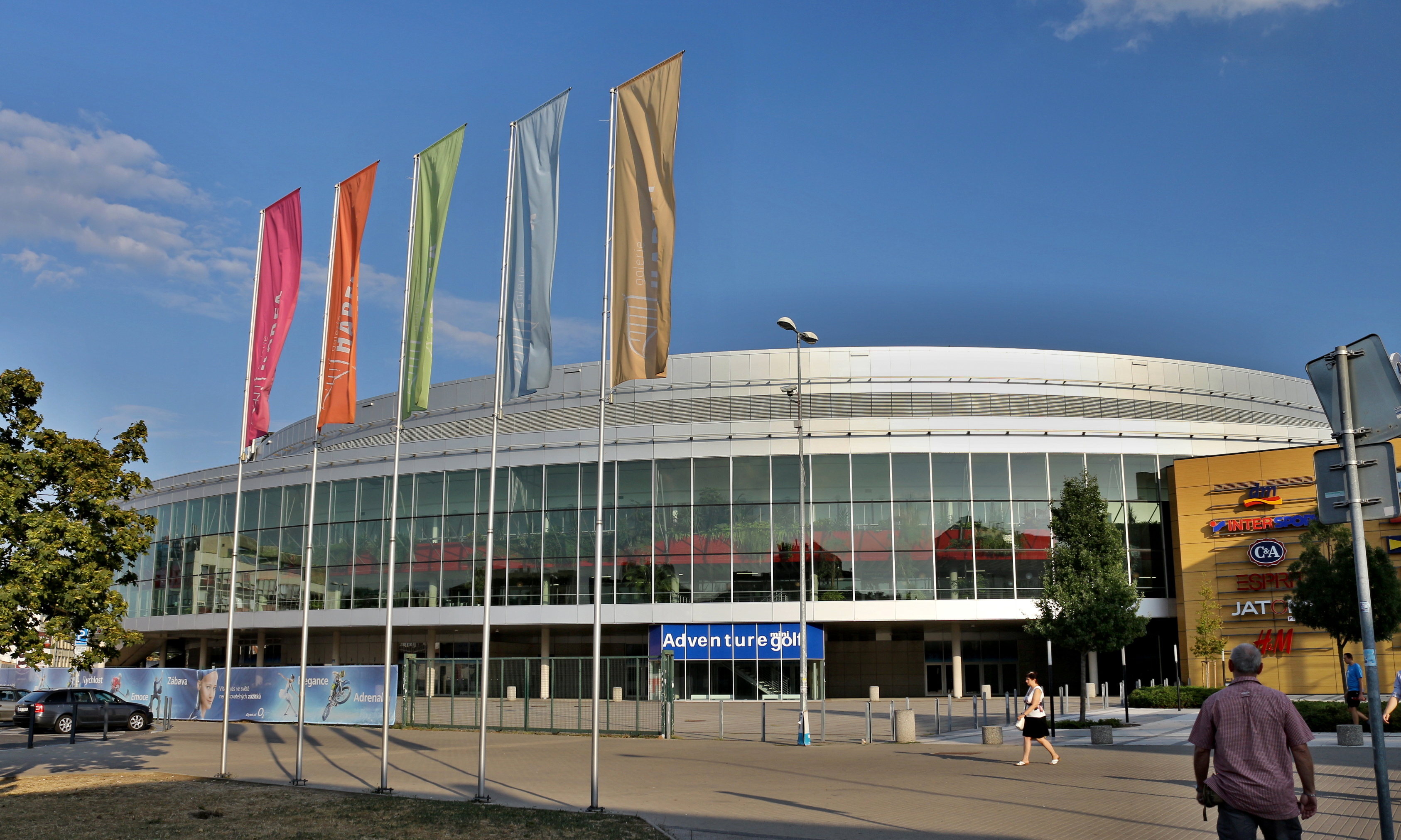
La arena O2 en Libeň en Praga 9
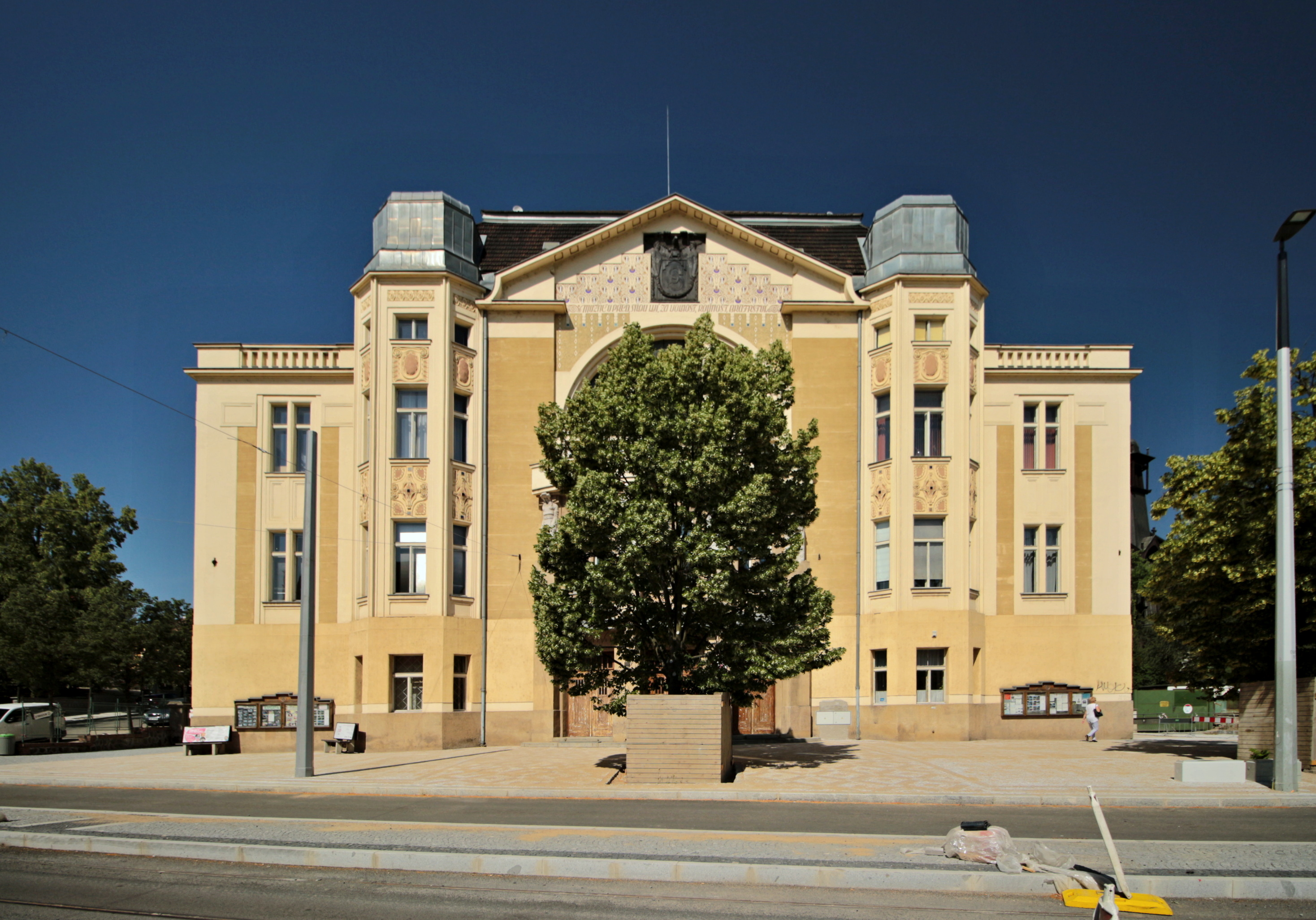
Edificio de estilo secesionista de la sokolovna de Libeň